# Oddział partyzancki OP-11
Oddział partyzancki OP-11 (znany również jako Oddział „Orskiego”) – oddział partyzancki utworzony na terenie Inspektoratu Jasło Armii Krajowej (kryptonim „Joachim”, zwanym także Inspektoratem Krośnieńskim lub Inspektoratem Podkarpackim). Dowódcą, przez cały okres jego funkcjonowania był podporucznik czasu wojny Józef Czuchra ps. „Orski”, „Bogumił”, „Podhalanin”. Żołnierze oddziału pochodzili głównie z powiatów jasielskiego, krośnieńskiego, brzozowskiego i sanockiego. Formalna data sformowania OP-11 w ramach Armii Krajowej to 1 listopada 1943. Partyzanci stanowiący jego trzon wchodzili w skład grupy aktywnie prowadzącej walkę z wrogiem i dowodzonej przez Józefa Czuchrę już od lat 1940–1941.

## Powstanie oddziału

### Geneza
Początki działania oddziału sięgają stycznia 1940 roku, kiedy to Józef Czuchra zaangażował się w działalność konspiracyjną w ramach Narodowej Organizacji Wojskowej. Został dowódcą dwunastoosobowej grupy, której zadaniem było dokonywanie dywersji. Za namową swego przyrodniego brata, Franciszka Płonki „Kubackiego”, grupa ta przeszła w 1941 roku do Tajnej Organizacji Wojskowej. Podporządkowana została Zenonowi Sobocie ps. „Poraj”, „Korczak” (dowódcy TOW na Podkarpaciu) i brała udział w wielu akcjach bojowych Fornal 2010 ↓, s. 21, przypis 8; wspomina o wielu akcjach przeprowadzonych na przełomie 1942/43 roku przez grupę Czuchry, z których najsłynniejszą było przejęcie kasy Karpathen Öl w Krośnie. W lutym 1943 roku nastąpiło połączenie TOW ze Związkiem Odwetu podporządkowanego Kierownictwu Dywersji Armii Krajowej (KEDYW). Tym samym Grupa „Orskiego” została oddziałem dyspozycyjnym Kedywu i pod kryptonimem „Dorota” przeprowadzała kolejne akcje dywersyjne.
W wyniku szeregu nieporozumień pomiędzy Józefem Czuchrą a Zenonem Sobotą (dokładniej w rozdziale „OP-11 na linii spięć pomiędzy AK a NOW”), których punktem zwrotnym była śmierć Franciszka Płonki, dnia 28 czerwca 1943 personalnych oddział podporządkował się Narodowej Organizacji Wojskowej. Znalazł się pod bezpośrednim dowództwem komendanta NOW na Podkarpaciu majora Józefa Drelichowskiego ps. „Hen”.

### Oficjalne powołanie oddziału i nadanie kryptonimu OP-11

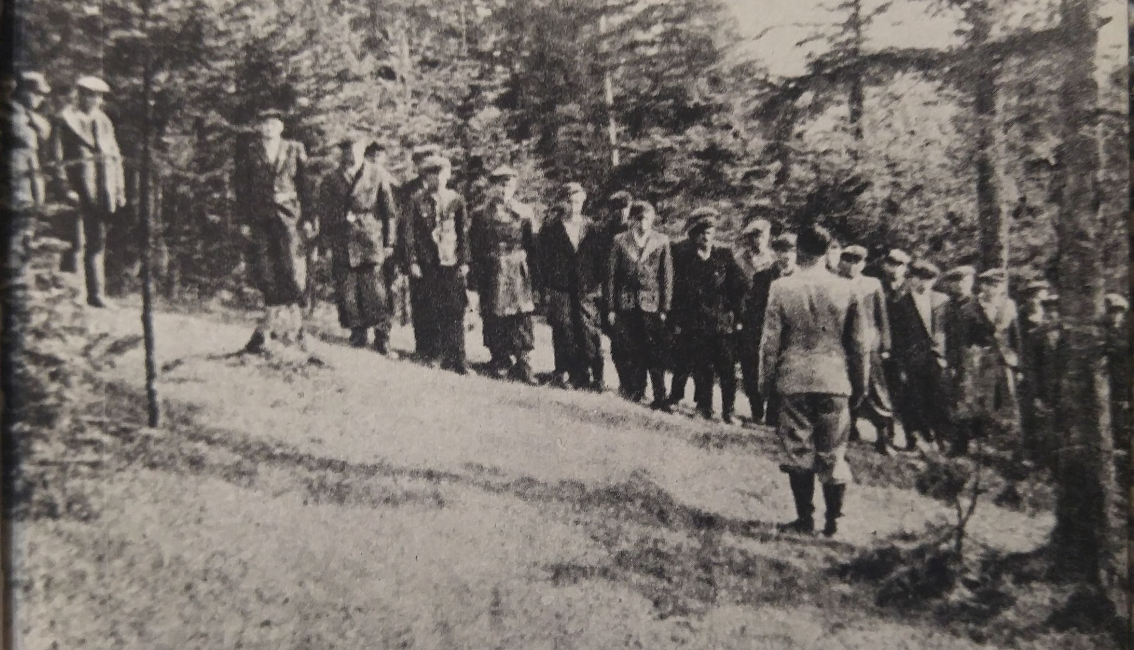
OP-11 na apelu z okazji święta 3 maja w 1944 roku na Myszkowskiem

Po Akcji Scaleniowej AK z NOW (jesień 1943) na bazie Grupy Dywersyjnej „Orskiego” i pod jego dowództwem 1 listopada 1943, na mocy rozkazu numer L1, powstał pierwszy w Inspektoracie AK Jasło oddział partyzancki pod kryptonimem OP-11 (zwany też oddziałem „Orskiego”). W czasie akcji scaleniowej Józef Drelichowski „Hen”, który został zastępcą inspektora AK (Łukasza Grzywacza Świtalskiego), poprosił o pozostawianie OP-11 pod swoim dowództwem. Wszystkie późniejsze rozkazy inspektora do Józefa Czuchry „Orskiego” przechodziły przez ręce „Hena”.
Jako główne cele działania oddziału uznano: pozyskanie broni na nieprzyjacielu, ochronę osób ukrywających się przed okupantem lub zagrożonych zdemaskowaniem oraz obronę ludności przed elementem przestępczym.

### Odznaka oddziału
Rozkazem numer 21, część żołnierzy OP-11 otrzymała odznaki, które były jednocześnie nieśmiertelnikami. Na rewersie wybito numery rzymskie. W treści rozkazu nadającego przyporządkowano pseudonimy żołnierzy do numerów odznak. Krzyż w otoczce, do którego przymocowany był Orzeł, Godło Polski, wykonany był z aluminium lotniczego wykradzionego z lotniska niemieckiego w Krośnie. Na ramionach krzyża wybito oznaczenia OP-11 (na ramionach poprzecznych: lewym O, prawym P, na górnym 11 lub 1944) i ORS (na dolnym ramieniu).

## Żołnierze OP-11

### Wymienieni w rozkazie powołującym oddział

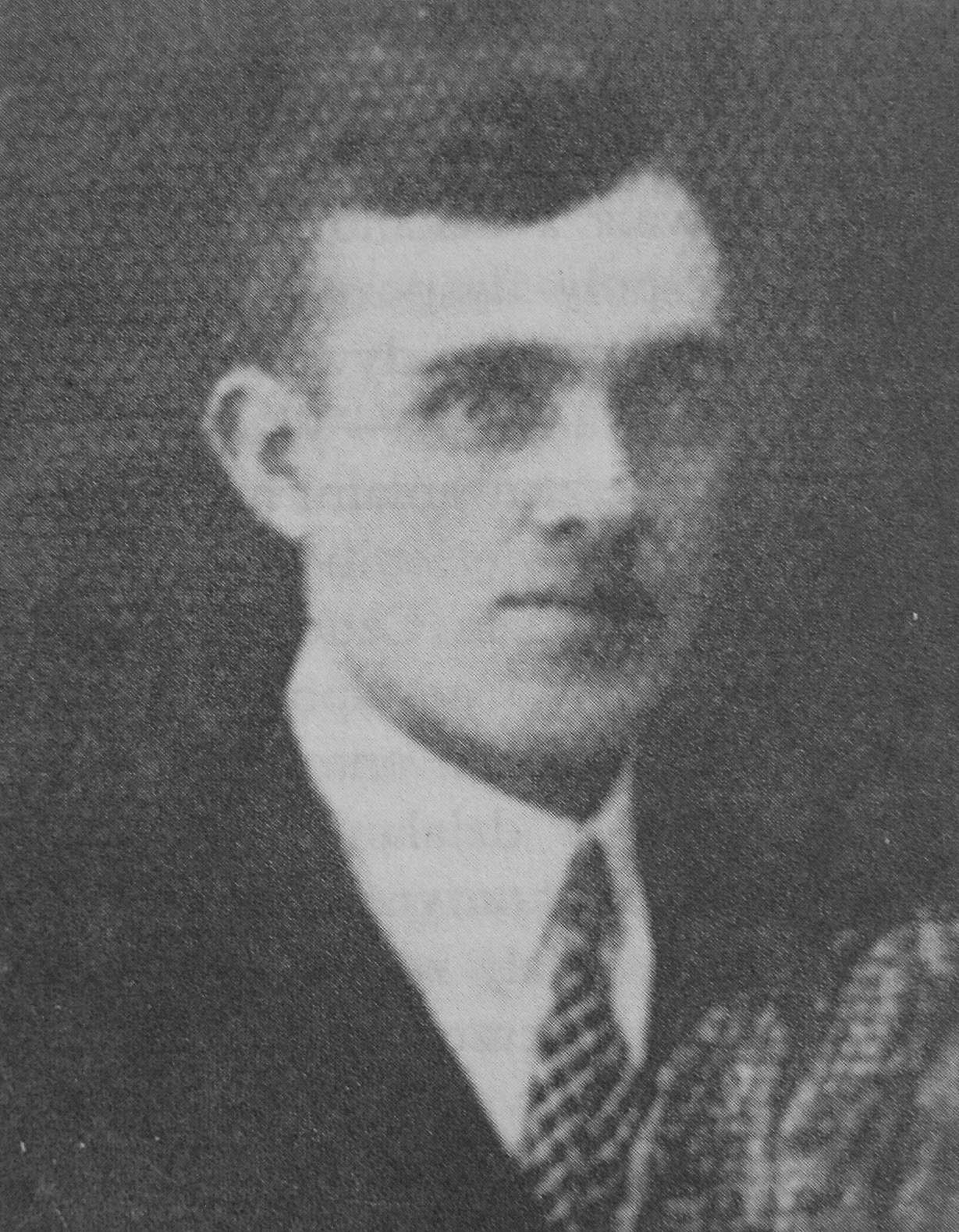
ppor. Józef Czuchra, dowódca oddziału OP-11

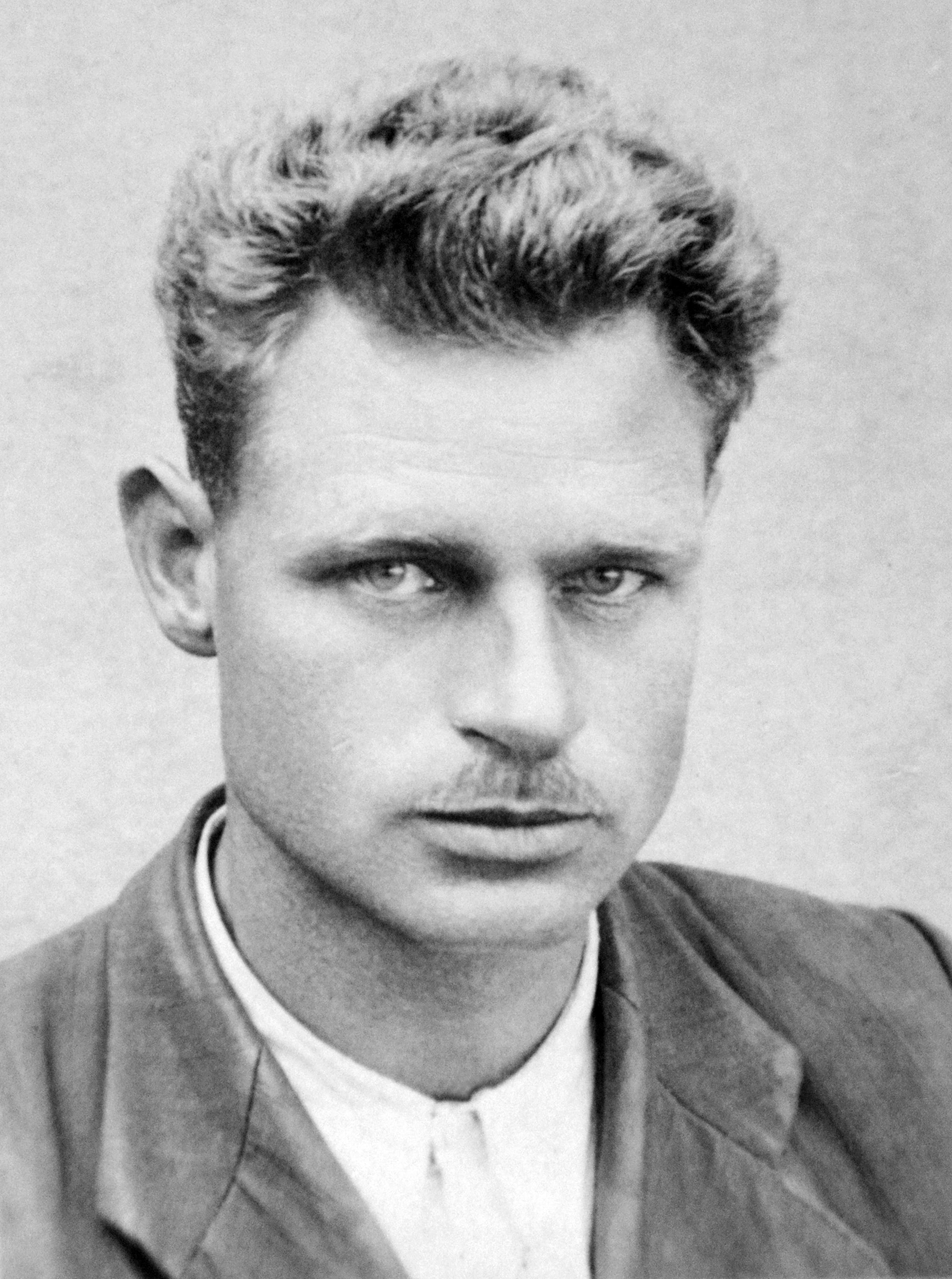
Jan Barniak, adiutant dowódcy

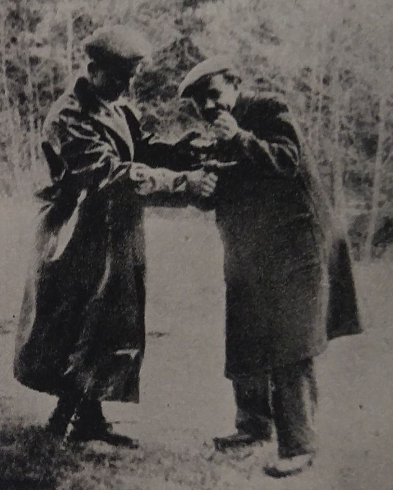
OP-11 R. Myśliwiec i W. Pikul, lata 1943–1944

Podano w kolejności jak w rozkazie.
| Funkcja                  | Osoba                   | Pseudonim                        |
| ------------------------ | ----------------------- | -------------------------------- |
| dowódca                  | ppor. Józef Czuchra     | „Orski”, „Bogumił”, „Podhalanin” |
| zastępca wojskowy        | Jan Szczepaniak         | „Bażant”, „Kar”                  |
| zastępca organizacyjny   | Kazimierz Człowiekowski | „Niemsta”                        |
| adiutant dowódcy         | Jan Barniak             | „Wrzos”                          |
| szef i dowódca I plutonu | Prosper Ochęduszko      | „Drop”                           |

| I drużyna, dowódca: Wojciech Findysz „Saks” | I drużyna, dowódca: Wojciech Findysz „Saks” | II drużyna, dowódca: Jan Tkaczyk „Konrad”, „Budzik”, „Jasiek z wąsami” | II drużyna, dowódca: Jan Tkaczyk „Konrad”, „Budzik”, „Jasiek z wąsami” |
| Osoba                                       | Pseudonim                                   | Osoba                                                                  | Pseudonim                                                              |
| ------------------------------------------- | ------------------------------------------- | ---------------------------------------------------------------------- | ---------------------------------------------------------------------- |
| Leopold Czuchra                             | „Pokrzywka”                                 | Władysław Moskal                                                       | „Rej”                                                                  |
| NN                                          | „Lipski”                                    | Józef Jastrzębski                                                      | „Stary”                                                                |
| NN                                          | „Buk”                                       | NN                                                                     | „Wierzba”                                                              |
| Franciszek Czekaj                           | „Zwierz”                                    | NN                                                                     | „Żyła”                                                                 |
| Jan Czuchra                                 | „Janczar”                                   | Józef Kozielec                                                         | „Biały”                                                                |
| Walerian Opatkiewicz                        | „Litawor”                                   | NN                                                                     | „Twardy”                                                               |
| Marian Opatkiewicz                          | „Mściciel”                                  | NN                                                                     | „Baśka”                                                                |
| NN                                          | „Bluszcz”                                   | NN                                                                     | „Rafał”                                                                |
| NN                                          | „Wydra”                                     | Bronisław Piotrowski                                                   | „Lis”                                                                  |
| Albin Zygar                                 | „Dąb”                                       | Jerzy Vaulin                                                           | „Mar”                                                                  |
| NN                                          | „Longin”                                    | Jan Piskorski                                                          | „Miś”                                                                  |
| NN                                          | „Krupa”                                     | Henryk Pasterkiewicz                                                   | „Maszynista”                                                           |
|                                             |                                             | NN                                                                     | „Rekin”                                                                |
|                                             |                                             | NN                                                                     | „Figlarz”                                                              |

### Pozostali żołnierze, ustaleni na podstawie dostępnej literatury
Podano w kolejności alfabetycznej
| Nazwisko     | Imię          | Pseudonim                      | Funkcja/Informacja    |
| ------------ | ------------- | ------------------------------ | --------------------- |
| Beneditz     | Robert        | „Robert”, „Alzatczyk”          | dezerter z Wehrmachtu |
| Bielec       | Mieczysław    |                                |                       |
| Czajka       | Jan           | „Janek”                        |                       |
| Czuchra      | Kazimierz     | „Ziuk”                         |                       |
| Deneka       | Zdzisław      | „Sen”                          |                       |
| Duszczyk     | Bronisław     |                                |                       |
| Foryś        | Aleksander    | „Racibor”                      |                       |
| Gomółka      | Roman         | „Pędzel”                       |                       |
| Holeczek     | Romuald, Eryk | „Olejek”, „Krupp”, „Olszewski” |                       |
| Igielski     | Władysław     | „Grot”                         |                       |
| Kańczuga     | Stanisław     | „Skręt”                        |                       |
| Koperstyński | Franciszek    | „Jastrząbek”                   |                       |
| Kosztyła     | Jan           | „Sojka”                        |                       |
| Kurcz        | Henryk        | „Kukułka”                      |                       |
| Michalski    | NN            | „Orlik II”                     |                       |
| Mierzwiński  | Stanisław     | „Michał”                       |                       |
| Miska        | Jan           | „Duch”                         |                       |
| Mondelowski  | Andrzej       | „Kot”                          |                       |
| Moskal       | Władysław     | „Rej”                          |                       |
| Myśliwiec    | Roman         | „Bogdan”, „Błysk”              |                       |
| Myśliwiec    | Roman         | „Roman”, „Wrzos”               |                       |
| Niemczyk     | Edmund        | „Lot”, „Chmiel”                |                       |
| Niemczyk     | Edward        |                                |                       |
| Nitka        | Stanisław     | „Szech”, „Szpagat”             | Reporter, fotograf    |
| Nowakowski   | Wacław        | „Zmora”                        |                       |
| Paszkiewicz  | NN            | „Kłos”                         |                       |
| Pikul        | Władysław     | „Kruczek”                      |                       |
| Pirga        | Franciszek    | „Giewont”, „Kozik”             |                       |
| Rąpała       | Jan           | „Janek”, „Bool”                |                       |
| Reczkowski   | Jan           |                                |                       |
| Sadowski     | Eugeniusz     | „Orlik”                        |                       |
| Sadowski     | Jerzy         | „Buk”                          |                       |
| Samborski    | Kajetan       | „Grzebyk”                      |                       |
| Skóra        | Władysław     | „Ircha”                        |                       |
| Smereczyński | Aleksander    | „Smerek”                       |                       |
| Starzyk      | Czesław       | „Natan”                        |                       |
| Szydło       | Władysław     | „Pik”                          | Dowódca plutonu       |
| Świetlicki   | Edward        | „Anioł”                        |                       |
| Świetlicki   | Kazimierz     | „Lipka”                        |                       |
| Tkacz        | Jan           | „Zegar”                        |                       |
| Wastowicz    | Karol         | „Sarna”                        |                       |
| Witkoś       | Tadeusz       | „Dołęga”, „Górski”             | ks. kapelan           |
| Witkowski    | Stanisław     | „Śliwka”, „Najbor”             |                       |
| Zajdel       | Roman         | „Soczewka”                     |                       |
| Zajdel       | Tadeusz       | „Jeleń”                        |                       |
|              |               | „Bieda”                        |                       |
|              |               | „Bies”                         |                       |
|              |               | „Kret”                         |                       |
|              |               | „Leszcz”                       |                       |
|              |               | „Róża”                         |                       |
|              |               | „Sten”                         |                       |
|              |               | „Strach”                       |                       |
|              |               | „Zryw”                         |                       |

## Teren działania

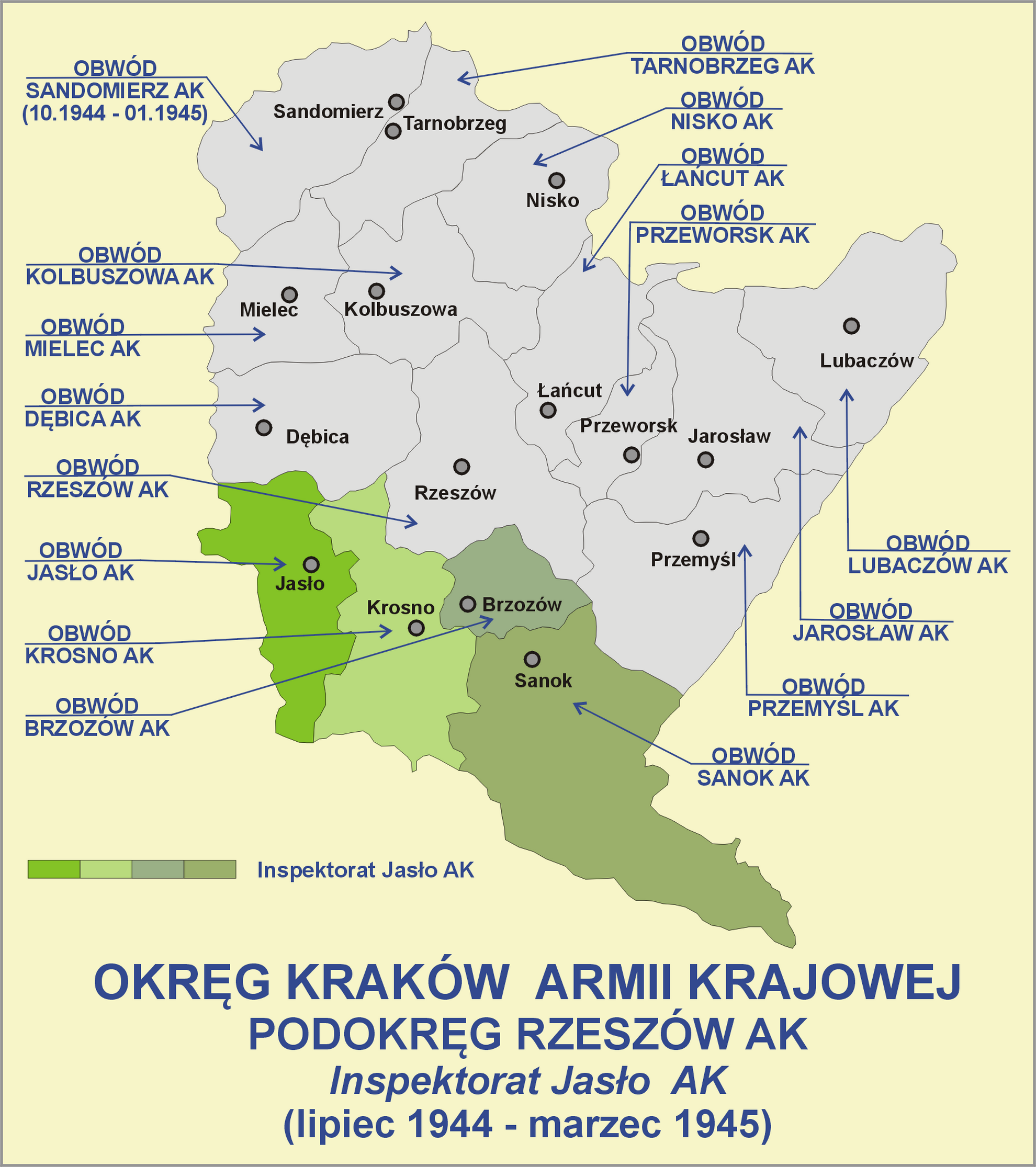
Inspektorat Jasło Armii Krajowej

### Położenie geograficzne
Oddział działał na terenie powiatów brzozowskiego, jasielskiego, krośnieńskiego i sanockiego. W Krośnieńskim miejsce stacjonowania to Łęki Dukielskie skąd pochodziło wielu członków oddziału czy Bóbrka, Zręcin i Odrzykoń. W powiecie sanockim często stacjonowano na terenie Bażanówki i Jaćmierza a brzozowskim – Wzdowa. Wszystkie miejscowości łączyło to, że były rdzennie polskie co ograniczało możliwość występowania donosicieli. Dodatkowo dwie ostatnie z nich miały swoją istotną dla podziemia specyfikę – leżały na granicy powiatów – odpowiednio sanockiego (Jaćmierz) i brzozowskiego (Wzdów). Było to o tyle istotne, że Niemcy w swoich obławach nie przekraczali granic administracyjnych (pokrywających się w tym przypadku z granicami przedwojennych powiatów). Można było stosunkowo łatwo wycofać się na teren sąsiedniego powiatu. Z tego powodu funkcjonowały tam liczne kryjówki dla ukrywających się przed okupantem osób, a także zakonspirowane drukarnie prasy podziemnej. W Bażanówce natomiast działały przeniesione z Sanoka władze tamtejszego obwodu AK.

### Okupacyjna specyfika regionu
Teren działania OP-11 był niezwykle trudny. Składało się na to szereg czynników. Do najistotniejszych należała charakterystyka etniczna omawianego regionu. Obok miejscowości o znakomitej przewadze rdzennych Polaków – przychylnych działalności patriotycznej, występowały miejscowości o przewadze ludności ukraińskiej – w większości wrogo nastawionych (pod wpływem propagandy UPA-OUN) do Polaków i całkowicie kolaborujących z Niemcami. Z tego powodu przeniesiono dowództwo obwodu Sanok (duży udział mniejszości ukraińskiej – zwiększony w trakcie okupacji) do miejscowości Bażanówka (etnicznie jednolita – Polska). Niemcy powołali także Policję Ukraińską do pełnienia obowiązków porządkowych. Jej członkowie wykazywali się brutalnością, bezwzględnością i pełnym oddaniem swoim niemieckim mocodawcom.

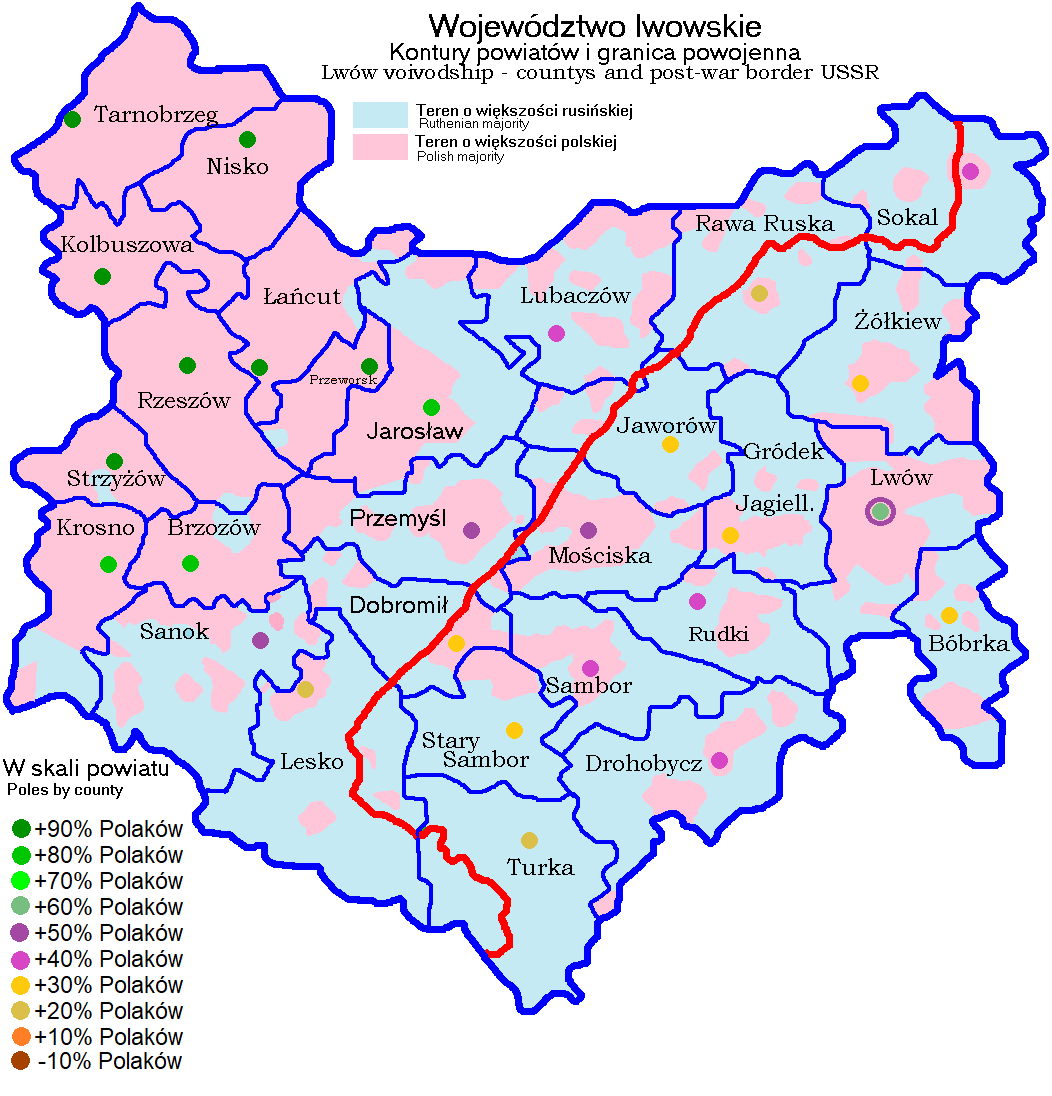
Struktura etniczna województwa lwowskiego

Przez teren Beskidu Niskiego przebiegał szlak kurierski, którym kurierzy przedostawali się przez granicą, aby przez Węgry w jedną stronę przekazywać raportu do rządu w Londynie, a w drugą stronę rozkazy oraz pieniądze na działalność. Działał tutaj również prężnie przemysł naftowy (Bóbrka, okolice Jasła, Grabownica, Turze Pole) – strategiczny z punktu widzenia Niemców. Dodatkowo przez teren działania OP-11 przebiegała jedna z tras zaopatrzeniowych dla wojski niemieckich walczących z ZSRR. Okupant zorganizowano również szereg lotnisk stałych oraz polowych (Krosno, Zarszyn).
Te fakty powodowały nagromadzenia nieproporcjonalnie dużych wrogich sił (Wehrmacht, Policję, Gestapo, SS) w tej części Dystryktu Krakowskiego (Szacuje się, że było to łącznie 28% sił okupacyjnych dystryktu). Rejon ten również (zwłaszcza ze zbliżającym się frontem wschodnim) był penetrowany przez sowieckich wywiadowców, usiłujących wesprzeć/stworzyć partyzantkę komunistyczną. Oddziały te działały zazwyczaj jak zwykłe bandy rabunkowe uciążliwe dla lokalnej ludności. Zasilali ich również uciekinierzy z obozu dla jeńców sowieckich w Szebniach oraz dezerterzy – Własowcy.
Ostatnim czynnikiem była sama topografia rejonu działania. Dominował tutaj teren górski oraz pagórkowaty, który z jednej strony – przy sporym zalesieniu, pozwalał na organizowanie dyskretnych miejsc postoju czy urządzania zasadzek(aczkolwiek działało to w dwie strony), z drugiej wymagał sporego wysiłku fizycznego podczas wykonywania przemarszów – zwłaszcza w warunkach zimowych.

## Organizacja i zaopatrzenie

### Struktura wojskowa
Oddział posiadał ścisłe struktury i zasady funkcjonowania. Swoje działanie rozpoczął w sile plutonu, na który składało się dwie drużyny. Z biegiem czasu drużyny przekształciły się w dwa plutony (właśnie w sile dwóch plutonów OP-11 wszedł do KN-23 w czasie Akcji „Burza”). Pełny skład stanowiło około 60 osób. Kolejne kilkadziesiąt osób pozostało w rezerwie (na wypadek ogólnego powstania przeciw okupantowi). W ramach oddziału funkcjonowały także kilkuosobowe zespoły zadaniowe (np. zespół Józefa Czuchry „Orskiego”, zespół Jana Barniak „Wrzosa”, zespół Jana Szczepaniaka „Kara” – wymieniane w raportach – np. z kopalni w Równem).

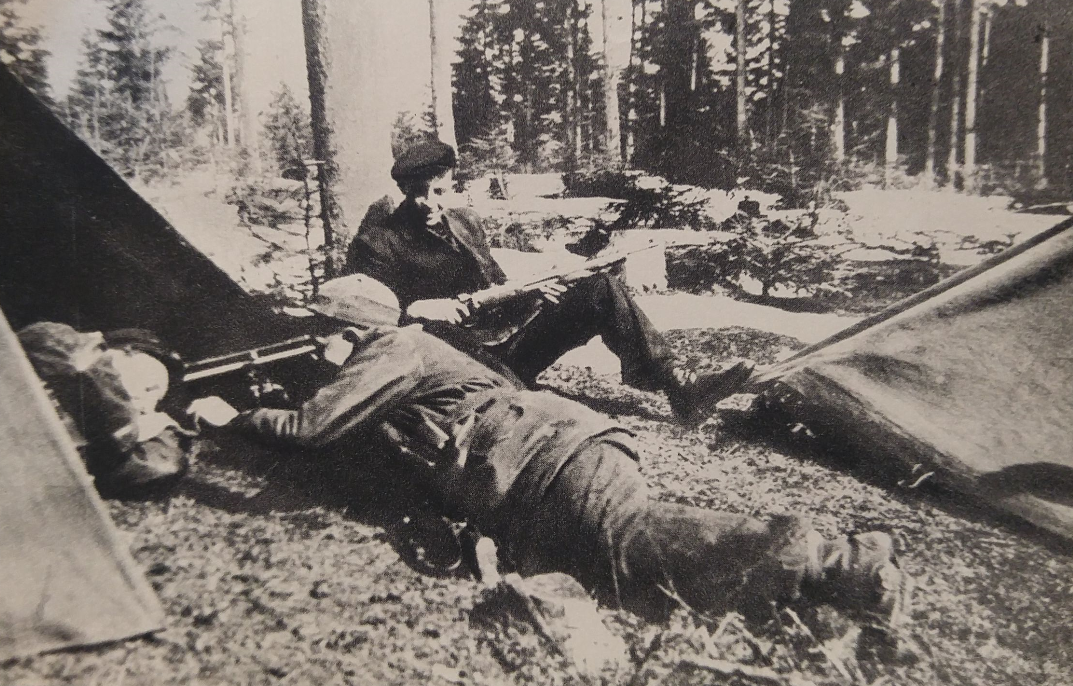
OP-11 na biwaku, rok 1943 lub 1944

### Kancelaria i wypłaty żołdu
Oddział prowadził kancelarię, a przynajmniej część rozkazów wydawana była na piśmie (np. rozkaz powołania, nadania odznak, urlopy). Na piśmie składano także raporty przekazywane do dowództwa obwodu. Były one sygnowane (za pomocą pseudonimów) przez Józefa Czuchrę „Orskiego” oraz żołnierzy zaangażowanych w danej akcji czy zdarzeniu. W kancelarii odnotowywano również wypłaty żołdu, z którego utrzymywali się żołnierze (np. płacili za jedzenie pozyskiwane u okolicznych mieszkańców, zakup ubrań etc. w ramach zwykłych potrzeb). Pomimo warunków konspiracyjnych dbano o zachowanie wewnętrznej przejrzystości, dyscypliny, a także o nieobciążanie swoją obecnością okolicznej ludności. Pieniądze na żołd pochodziły od dowództwa obwodu w ramach podziału środków dostarczanych przez Rząd na uchodźstwie drogą lądową przez Rumunię lub lotniczą – zrzuty. Zdarzało się jednak, że środki te nie docierały na czas (patrz rozdział „OP-11 na linii spięć pomiędzy AK a NOW”) wówczas posiłkowano się pozyskiwaniem żywności od miejscowej ludności czy też od rodzin partyzantów. Zdarzały się także konfiskaty prowadzone w lokalnych majątkach – co nie było zgodne z wytycznymi dowództwa (o czym szerzej w rozdziale „OP-11 na linii spięć pomiędzy AK a NOW”).

### Uzbrojenie

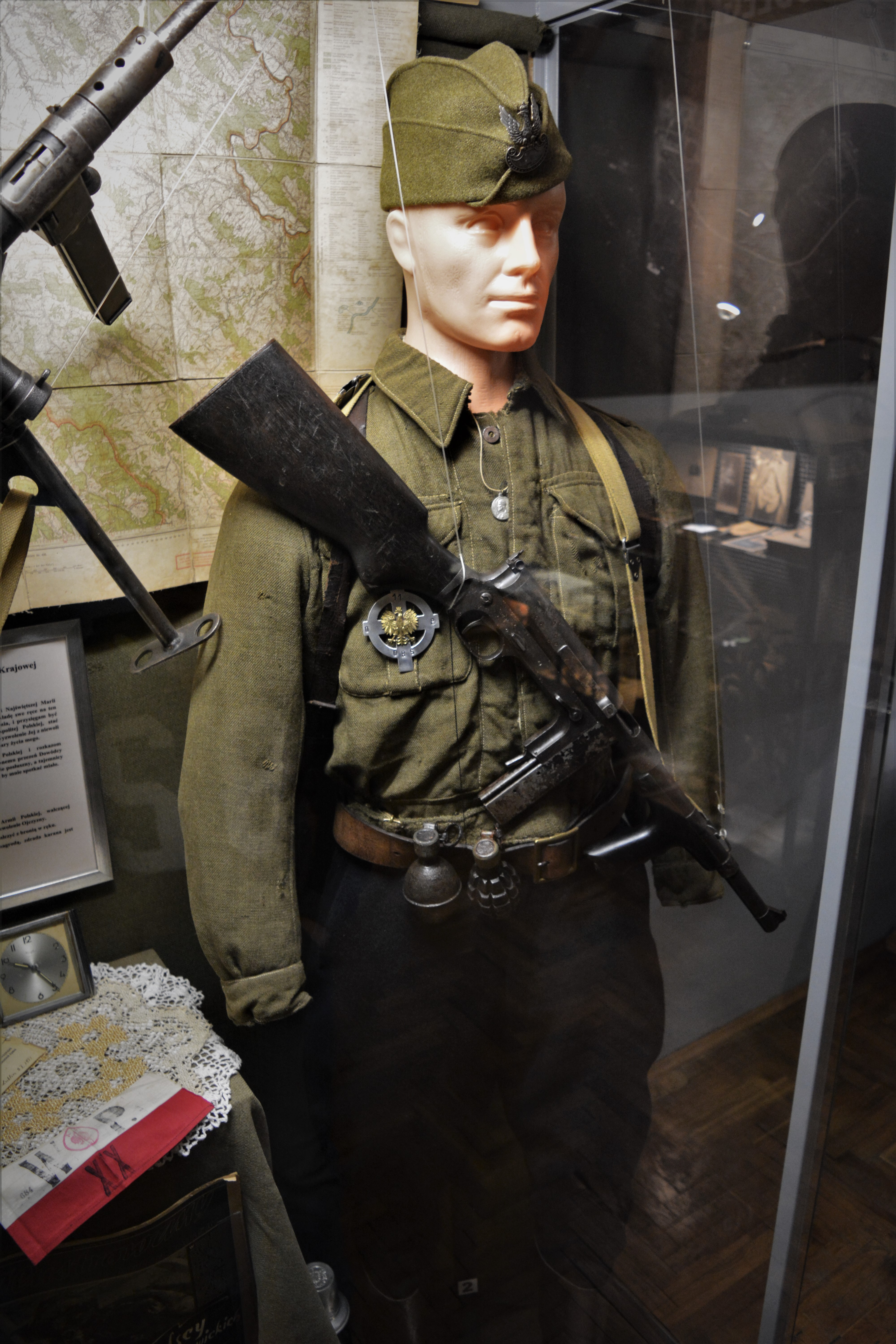
Manekin wizualizujący żołnierza OP-11. Uzbrojenie główne stanowi amerykański pistolet maszynowy UD42. Na umundurowanie składają się spodnie granatowego policjanta, bluza brytyjska, zrzutowa – battle dress, czapka furażerka, buty wysokie typu wojskowego. Całość dopełnia odznaka oddziału noszona na prawej piersi

Głównym źródłem pozyskiwania broni przez członków oddziału było zdobywanie jej na Niemcach. Działania te miały charakter zarówno indywidualny – polegający na rozbrajaniu pojedynczych żołnierzy (niekiedy okazjonalnie), jak i zorganizowany – ataki na niemieckie posterunki czy transporty. Niekiedy broń udawało się kupić od zdemoralizowanych niemieckich żołnierzy. Według Łukasza Grzywacza Świtalskiego przed Akcją „Burza” oddział został dozbrojony w broń pochodzącą ze zrzutów. Twierdził on, że OP-11 przekazał własną, zdobyczną broń zakonspirowanym plutonom NOW wymuszając tym samym na władzach inspektoratu dozbrojenie go bronią ze zrzutów (szerzej rozdział „OP-11 na linii spięć pomiędzy AK a NOW”). W innym miejscu swojej książki, wymieniając skład OP-23 podaje, iż plutony z OP-11 były uzbrojone w broń zdobyczną lub powrześniową. Ta druga wersja znajduje potwierdzenie w książce Żołnierz NOW-AK i Oddziału „Orskiego”. Pomiędzy złem a złem, gdzie auto wspomnień twierdzi, iż oddział otrzymał przed „Burzą” jedynie 5 sztuk broni ze zrzutów.
Warto wspomnieć w tym miejscu o Krystynie Samoborskiej, która pracując jako kelnerka na lotnisku w Krośnie podkradała broń niemieckim żołnierzom – za co zapłaciła życiem. Odbiorcami broni byli żołnierze z OP-11.

### Umundurowanie i ekwipunek
Sytuacja z umundurowaniem również była bardzo trudna. Członkowie oddziału działali w ubraniach cywilnych. O ile ubrania można było w jakiś sposób pozyskać np. od rodziny, to zdecydowanie gorzej sytuacja przedstawiała się z obuwiem. Oddział działał w trudnym, górzystym terenie Beskidu Niskiego w każdych warunkach pogodowych. Zwykłe buty w takich warunkach szybko się zużywały. Częściowo sytuacja poprawiła się po tym jak Jan Barniak „Wrzos” z Franciszkiem Koperstyńskim „Jarząbkiem” wykradli dużą ilość obuwia wojskowego z magazynów Wehrmachtu w Krośnie. Pozostały potrzebny ekwipunek wojskowy zdobywano podobnie jak broń na nieprzyjacielu.

### Szkolenia i kursy
W oddziale dbano o odpowiedni poziom wyszkolenia, zwłaszcza w obchodzeniu się z bronią – za co odpowiedzialny był Jan Szczepaniak „Kar” – oficer uzbrojenia. Kilku żołnierzy (m.in. Jan Barniak „Wrzos”, Jan Szczepaniak „Kar”, Władysław Szydło „Pik”, Stanisław Nitka „Szech”) wzięło ponadto udział w konspiracyjnym kursie podchorążych, który odbył się w Łękach Dukielskich i zakończył egzaminem 14 i 15 kwietnia 1944. Również na wysokim poziomie stały umiejętności dowódcze Józefa Czuchry „Orskiego” – pomimo iż nie posiadał on wykształcenia wojskowego.

### Morale i dyscyplina
Żołnierzy OP-11 cechowało wysokie morale. Większość z nich była wyznania rzymskokatolickiego. Tradycją było rozpoczynanie dnia od modlitwy Kiedy ranne wstają zorze. Oddział miał również własnego kapelana, księdza Tadeusza Witkoś ps. „Dołęga”, który towarzyszył żołnierzom także w Akcji „Burza”.
Dyscyplina w oddziale stała na bardzo wysokim poziomie. Żołnierze prezentowali wysoki patriotyzm. Przypadki wykroczeń były surowo karane. Jako przykład można wymienić karę chłosty jaką wymierzono późniejszemu zabójcy majora Antoniego Żubryda „Zucha” – Jerzemu Vaulinowi „Marowi”, który przez jakiś czas służył w OP-11 (po ukaraniu opuścił oddział).

## Taktyka walki
Akcje OP-11 były zawsze starannie zaplanowane i przeprowadzane w sposób, który miał jak w najmniejszym stopniu zaszkodzić okolicznej ludności. Podporucznik Józef Czuchra „Orski” dbał o bezpieczeństwo zarówno swoich żołnierzy, jak i o cywili. Z tego powodu nie przeprowadzono np. uderzenia na placówkę policji kolejowej w Trzcinicy. Uznano, że akcji nie sposób przeprowadzić bez strat własnych oraz późniejszego odwetu na cywilach. Nie są znane przypadki zbiorowych mordów okupanta czy pacyfikacji miejscowości będących odwetem za działanie oddziału. Oczywiście zdarzały się pojedyncze ofiary, biorąc jednak okoliczności – nie sposób było tego uniknąć. W akcjach często wykorzystywano fakt obecności w oddziale osób wykształconych, znających język niemiecki. Przebierali się oni w mundury niemieckie udając żołnierzy Wehrmachtu, gestapowców lub dezerterów. Kierowało to zainteresowanie Niemców na niewłaściwe tory. Zdarzały się także przypadki podszywania się pod pospolitych przestępców i sugerowania ich ucieczki na teren Słowacji(sprzymierzonej z Niemcami).
Nie zabijano także wrogów jeżeli mogłoby to sprowadzić represje na ludność, rozbrajano ich, niekiedy unikano walki. Nadgorliwym granatowym policjantom zabierano jedynie amunicję – pozostawiając broń, aby nie ściągnąć na nich kłopotów. Ewentualne wyroki śmierci wykonywano wówczas kiedy było to faktycznie konieczne: na szczególnie okrutnych Niemcach czy szkodliwych zdrajcach.

## Wybrane akcje i działania oddziału

### Przejęcie kasy firmy Karpathen Öl
Akcja miała miejsce w czasie kiedy Grupa „Orskiego” współpracowała z Zenonem Sobotą. Przeprowadzona została w Krośnie. Z uwagi na fakt, iż stacjonował tam silny niemiecki garnizon, należała do przedsięwzięć ryzykowanych. Działanie podzielono na dwie fazy. W pierwszej kolejności należało przejąć od kasjera klucz do kasy pancernej. Następnie opanować biuro firmy, otworzyć kasę i zabrać pieniądze. Czas akcji postanowiono uzależnić od stanu gotówki jaki może znajdować się w firmie.
Dzień ten przypadł 26 stycznia 1943 r. W skład zespołu realizującego weszli: Franciszek Płonka („Kubacki”), Zenon Sobota („Korczak”), Józef Czuchra („Bogumił”, „Orski”), Leopold Czuchra („Pokrzywka”), Jan Szczepaniak („Kar”), Stanisław Magura („Paw”), Jan Magura („Koliber”) i Roman Myśliwiec („Roman”).
Punkty, które partyzanci mieli opanować znajdowały się blisko siebie. Mieszkanie kasjera usytuowane było przy ulicy Kolejowej, a siedziba firmy Karpathen mieściła się na ulicy Łukasiewicza. Grupa została podzielona na dwa zespoły, z których jeden, po uzyskaniu klucza, miał udać się do biura Karpathen i przejąć gotówkę. W tym czasie zespół drugi miał czuwać w mieszkaniu kasjera, aby ten nie zaalarmował Niemców.
Opanowanie mieszkania kasjera dokonano z użyciem podstępu – partyzanci udawali niemieckich policjantów. Wszystko poszło sprawnie i grupa przeznaczono do wykonania głównego zadania udała się na ulicę Łukasiewicza. Tam poczekano, aż wszyscy pracownicy opuszczą siedzibę firmy. Jak poprzednio podano się za Niemców. Sterroryzowano portiera oraz telefonistkę, po czym „Kubacki” i „Korczak” udali się do kasy, gdzie podjęto około 800 tysięcy złotych. W trakcie odskoku, celem utrudnienia zadania psom tropiącym, partyzanci rozsypali pieprz i paprykę.
Pomimo tego, iż akcja się udała, nie obyło się bez negatywnych konsekwencji. Za Sobotą i Płonką wystosowano list gończy (byli znani w Krośnie i zostali rozpoznani jako wykonawcy skoku na kasę). Ten pierwszy wraz z Józefem Czuchrą został wkrótce aresztowany. Obu udało się jednak zbiec Niemcom (przy czym „Orskiego” nie ominęło brutalne przesłuchanie).

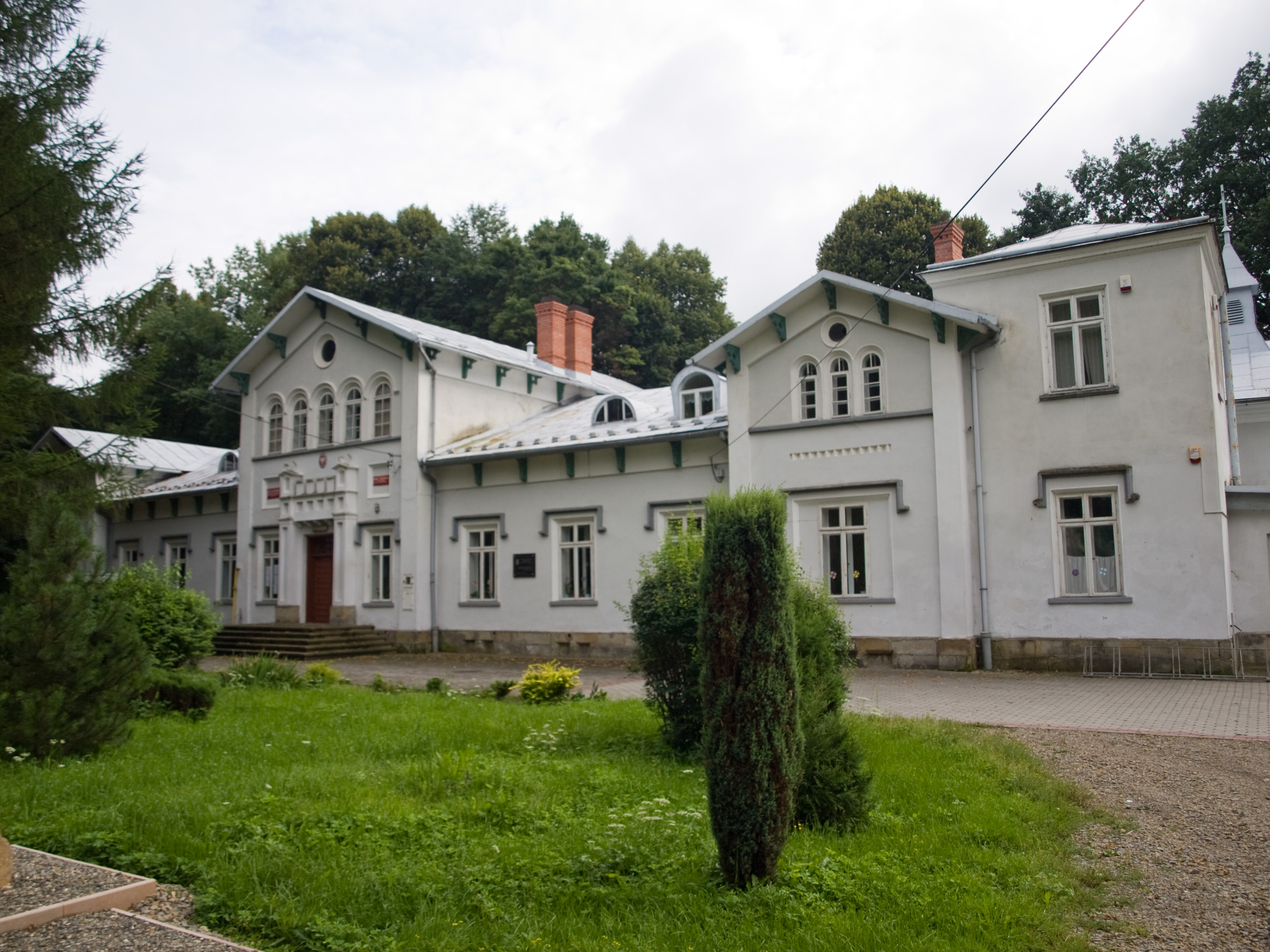
Majątek w Bratkówce

### Folwark Bratkówka
Majątek w Bratkówce umiejscowiony był na północ od Krosna w pobliżu rzeki Wisłok. W trakcie okupacji pozostawał pod nadzorem niemieckiego Liegenschaft a jego administratorem był kpt. Reinertz. Przebywający tam Niemcy byli uzbrojeni (broń krótka, pistolet maszynowy, granaty) – stąd decyzja o przeprowadzaniu akcji (chciano pozyskać broń).
Uczestnikami operacji byli: Franciszek Płonka „Kubacki”, Józef Czuchra „Orski”, Leopold Czuchra „Pokrzywka”, Romuald (Eryk) Holeczek „Olejek”, Kazimierz Człowiekowski „Niemsta”, Władysław Szydło „Pik”, Jan Szczepaniak „Kar”.
Jako punktem wyjściowym do akcji posłużono się bezpiecznym domem w Krośnie. Wyznaczeni partyzanci zebrali się tam 21 maja 1943 roku, by nazajutrz o poranku wyruszyć w kierunku folwarku. Wystąpili jako funkcjonariusza niemieccy („Olejek” – jako śledczy z Rzeszowa wystąpił z odznakami NSDAP i SA, „Niemsta”, „Kar” i „Pik” – w cywilu, w roli tajniaków) i granatowi policjanci („Kubacki”, „Orski” i „Pokrzywka”). Plan zakładał, sterroryzowanie załogi, przejęcie broni, oraz odskok – część w samochodzie, który był w Bratkówce a pozostali pieszo – lasami odrzykońskimi.

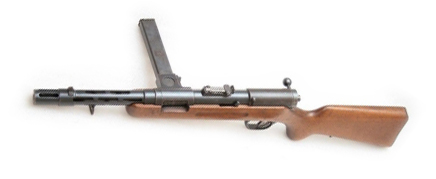
Pistolet maszynowy Bergmann

Po dotarciu na miejsce partyzanci wywabili niemieckiego zarządcę powodując sprzeczkę z przypadkowym rolnikiem (uderzono go w twarz, aby wywołać zamieszanie). Plan się powiódł, po krótkiej wymianie zdań z zarządcą, „Kubacki” wyjął pistolet i zmusił Niemca, aby ten wprowadził ich do budynku. Przerwano połączanie telefoniczna a pracowników zgromadzono w toalecie. Zarządca zdradził, gdzie przechowywano broń. Zdobyto pistolet maszynowy Bergamann, pistolet kaliber 7.65 (tak zwany FN), oraz granaty.
Odwrót wykonano pieszo, gdyż samochód był niesprawny.

### Kopalnia ropy naftowej w miejscowości Równe
Akcja miała miejsce w nocy 17 sierpnia 1943 roku. Plan zakładał rozbrojenie placówki policji Werkschutz obsadzonej przez ukraińskich nacjonalistów (stan osobowy – komendant i 7 ludzi) oraz przejęcie kasy kopalni w miejscowości Równe. Główną część operacji wykonać miał oddział „Orskiego”. Jako ubezpieczenie wystąpiły lokalne struktury (dwie grupy) dowodzone przez Obłońskiego oraz Lewego.
W akcji wzięli udział: Józef Czuchra „Orski”, Jan Szczepaniak „Kar”, Kazimierz Człowiekowski „Niemsta”, Leopold Czuchra „Pokrzywka”, Jan Barniak „Wrzos”, Albin Zygar „Dąb”, „Bluszcz”, „Róża” i „Leszcz”.
O godzinie 22 przecięto przewody telefoniczne uniemożliwiając wrogowi wezwanie pomocy. Niestety, osoba wyznaczona jako przewodnik nie wytrzymała napięcia i uciekła. Próbowano ją odszukać jednak ze względu na panujące ciemności nie udało się tego dokonać. Wobec zaistniałej sytuacji postanowiono poniechać przejęcia kasy i skupić się na głównym zadaniu – zdobyciu broni. O godzinie 23 partyzanci otoczyli budynek i wezwali załogę do poddania się. Polecenia nie usłuchano. Partyzanci otworzyli ogień z RKM w zamek drzwi. Oddano też strzały w okna. Po wtargnięciu do budynku trafiono na umierającego komendanta, który musiał otrzymać przypadkowy postrzał. Innych osób na terenie posterunku nie było. Budynek przeszukano. Zabrano karabin oraz amunicję, a także wyposażenie wojskowe, w tym mundur ukraińskiego policjanta i rower.
Za akcję wyróżniono w raporcie Jana Szczepaniaka „Kara”.

### Pozyskiwanie broni
Jednym z głównych zadań realizowanych przez OP-11 było pozyskiwanie broni na Niemcach. Niekiedy odbywało się to w sposób zaplanowany, jak opisana wyżej akcja na folwark, a innym razem w sposób spontaniczny korzystano z nadarzającej się okazji.

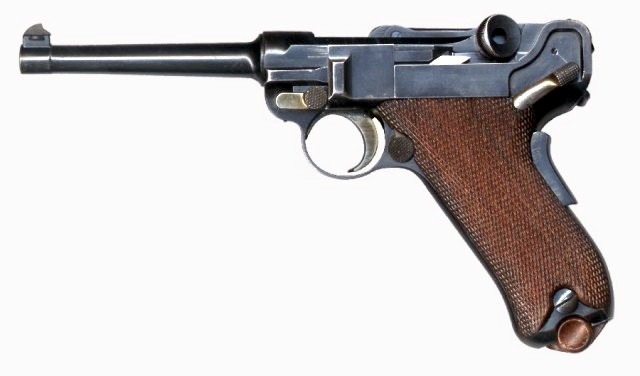
Luger-M1900

Sprzyjająca okoliczność wydarzyła się już kilka dni po „Bratkówce” i miała miejsce w miejscowości Widacka Góra (k. Żmigrodu). W trakcie odpoczynku przy drodze partyzanci („Kubacki”, „Orski”, „Pokrzywka”, „Budzik”) ujrzeli zbliżający się pojedynczy samochód marki Opel. Podjęto szybką decyzję o jego zatrzymaniu. „Kubacki” wyszedł na drogę i machając ręką dawał znaki kierowcy aby ten zatrzymał pojazd. Partyzanci otoczyli samochód. Okazało się, że w aucie podróżowali starosta krośnieński Heinischen oraz kierownik rzeźni Tiador. Rozbrojono ich, pozbawiono ubrań oraz gotówki po czym puszczono wolno. Dalszą drogę partyzanci pokonali samochodem.
Innym razem Józef Czuchra „Orski” wraz z Janem Radożyckim („Owczarek”) przemieszczali się pieszo drogą z Rymanowa do Krosna. Napotkali zaprzęg powożony przez Niemca, poruszający się w kierunku przeciwnym. „Orski” bez wahania podbiegł i przystawił mu broń do piersi. W języku niemieckim rozkazał mu podnieść ręce do góry i oddać broń, którą następnie przejął „Owczarek”. Żołnierza puszczono wolno.

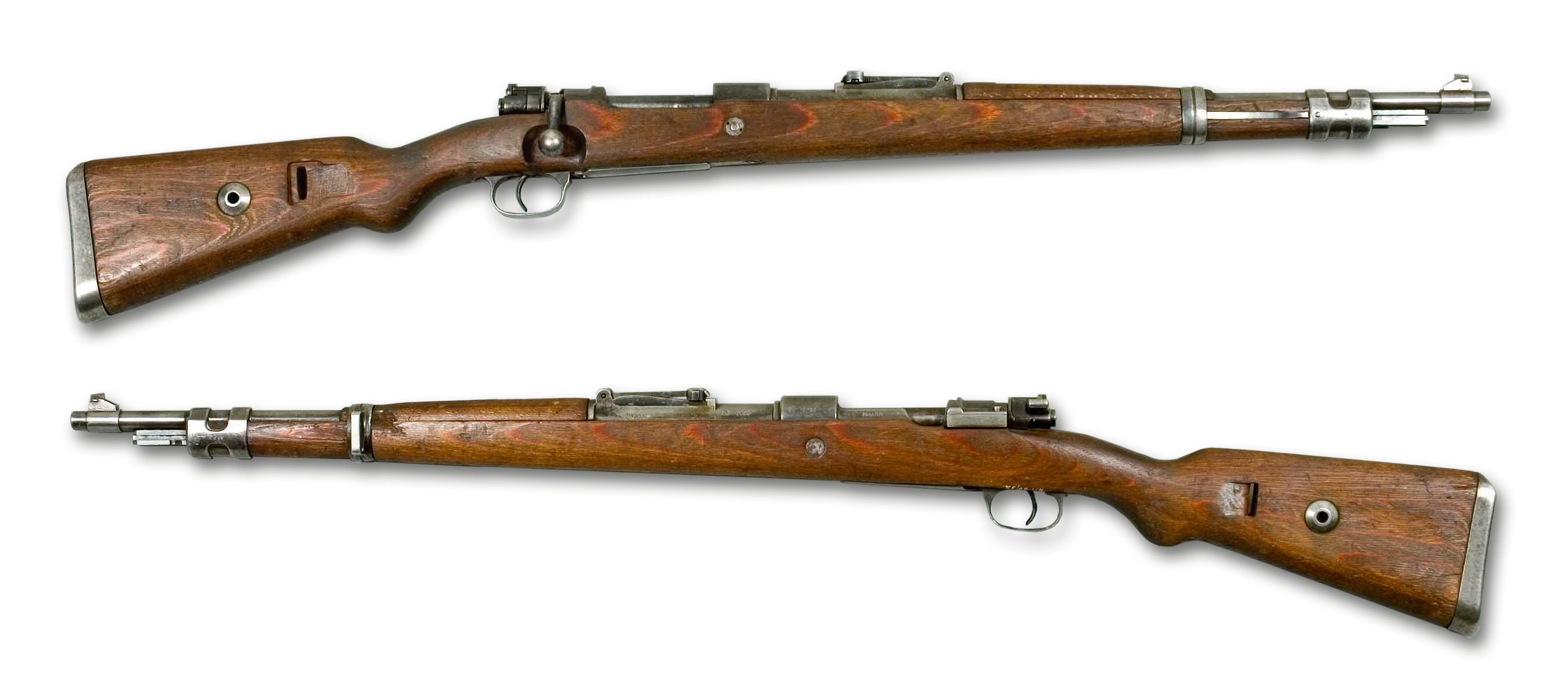
Karabin Mauser – wersja niemiecka – Kar98k

Swoją okazję wykorzystali także Roman Myśliwiec „Roman” i Kazimierz Świtlicki „Lipka”. 1 stycznia 1944 roku w Jaśle, rozbroili w parku żołnierza niemieckiego tuż pod bokiem kwaterującego nieopodal oddziału Wehrmachtu. 22 stycznia inny patrol z OP-11 rozbroił policjanta zdobywając karabin Mauser i 30 naboi. 31 stycznia, na dworcu kolejowym w Krośnie rozbrojono policjanta zdobywając pistolet.

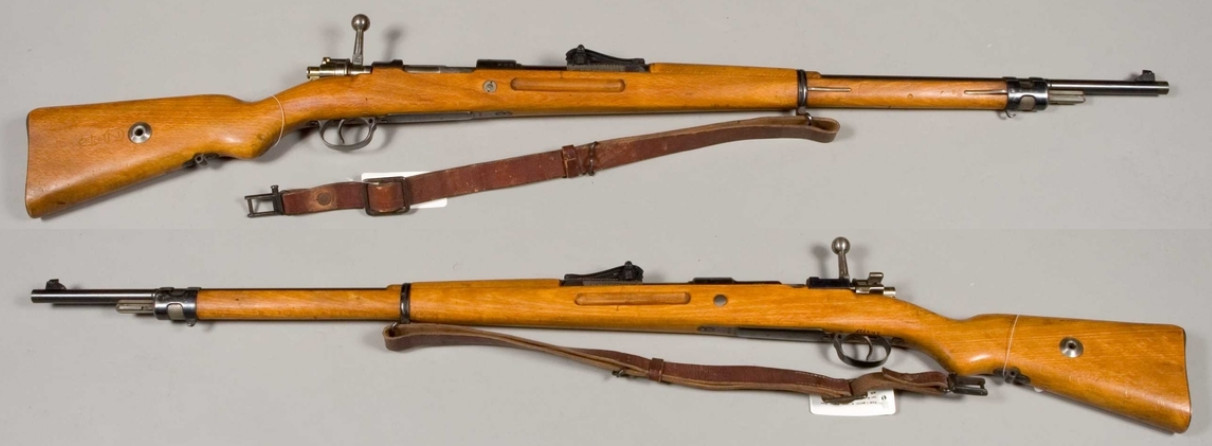
Karabin Mauser „polski” wz. 1898a

Szczęście sprzyjało także „Orskiemu” i „Konradowi” kiedy w trakcie drogi pomiędzy Wrocanką a Rogami zatrzymał ich nadgorliwy granatowy policjant i chciał wylegitymować. Partyzanci znali jego służalczość wobec okupanta i na wezwanie do pokazania dokumentów sięgnęli po broń. Następnie przypomnieli policjantowi jego haniebną postawę wobec społeczeństwa. Obiecał on, że już nikogo nie skrzywdzi. Oddano mu karabin, jednak bez amunicji.
Planowaną akcję było natomiast rozbrojenie oficera SS w miejscowości Nowotaniec. Jeden z mieszkańców poinformował przebywającego tam na kwaterze Jana Radożyckiego, że do jednego domu przybył dobrze uzbrojony oficer SS (jak się okazało, spotykał się z kochanką). Ten powiadomił o tym żołnierzy OP-11. Ci użyli podstępu. Przebrani w mundury Wehrmachtu, otoczyli wskazany dom i w języku niemieckim wezwali esesmana do poddania się. Zdobyto pistolety, skrzynię z granatami oraz futra i kosztowności, które ten „zdobył” na wschodzie. Zgłaszając przełożonym zaistniałą sytuację, Niemiec przekonywał, że padł ofiarą dezerterów z własnej armii. Dzięki temu mieszkańców nie dotknęły żadne represje.
Innym przykładem planowej akcji jest rozbrojenie dwóch funkcjonariuszy niemieckiej straży granicznej w Krośnie. Akcję przeprowadziła czwórka żołnierzy: Stanisław Franciszek Czekaj „Zwierz”, Romuald Holeczek „Olejek”, Józef Czuchra „Orski” i Jan Barniak „Wrzos”. „Zwierz” i „Olejek” wtargnęli do stajni, do której dwóch Niemców wprowadziło konie po odbyciu patrolu. Przy użyciu pistoletu zmusili ich do oddania broni, po czym zamknęli wejściowe drzwi od zewnątrz. „Orski” wraz z „Wrzosem” stanowili ubezpieczenie akcji.

### Akcje likwidacyjne
Żołnierze OP-11 uczestniczyli także w akcjach mających na celu likwidację szczególnie uciążliwych Niemców lub donosicieli. Zadania te wykonywali zazwyczaj starsi wiekiem partyzanci. Należały one do trudnych ze względu na aspekt psychiczny. Dodatkową trudnością były problemy z bronią i amunicją, która ze względu na brak możliwości właściwego przechowywania nie zawsze działała. Wybrane operacje likwidacyjne:
- Maj 1943, w ramach operacji Armii Krajowej o kryptonimie „Kośba”, Józef Czuchra „Orski” wraz Zenonem Sobotą „Korczakiem” przeprowadzili zamach na krośnieńskich konfidentów Gestapo – Annę Armatównę i Stanisława Bachtę. Donosiciele przebywali w szpitalu i byli pilnowani przez żołnierzy niemieckich, gdyż pierwsza próba wykonania wyroku nie powiodła się – strzały nie były śmiertelne. Partyzantom udało się jednak przeniknąć do szpitala i uśmiercić Armatównę (wyrok wykonał „Korczak”). Bachcie ponownie udało się przeżyć – broń „Orskiego” nie wypaliła. Zaalarmowani Niemcy zmusili partyzantów do niezwłocznego wycofania się ze szpitala[64].
- 23 maja 1943, likwidacja mieszkańca wsi Leśniówka, który doniósł Niemcom (zmusił do tego sołtysa), o ukrywających się u niego czterech zbiegach – żołnierzach sowieckich. Podczas niemieckiej obławy zginęło dwóch z nich[65].
- Próba likwidacji Beckera – zastępcy szefa Gestapo w Krośnie. Wywiad ustalił, iż będzie on gościem na przyjęciu zaręczynowym córki kierownika krośnieńskiej rzeźni. Partyzanci opanowali budynek jednak Beckera tam nie było. Pozyskano pewną ilość broni i wycofano się w las odrzykoński[66][67][68].
- listopad 1943, Próba likwidacji Fritza Kubelki – dyrektora Rafinerii Nafty w Niegłowicach, odpowiedzialnego za znęcanie się nad przymusowymi robotnikami. Zamach nie powiódł się, jednak Kubelka zmienił swój stosunek do więźniów[69].
- luty 1944, Kazimierz Czuchra „Ziuk” uczestniczył w zatrzymaniu konfidentów Gestapo działających w okolicach Zarszyna i Beska[70].
- luty 1944, Kazimierz Człowiekowski „Niemsta” uczestniczył w próbie likwidacji agenta niemieckiego w Jaćmierzu[71].

### Dywersja i pozyskiwanie zaopatrzenia na wrogu
Jednym z zadań stawianych przed żołnierzami oddziału było przeprowadzania różnego typu akcji dywersyjnych. Wymierzone były one bezpośrednio we wroga lub też instalacje przemysłowe czy mówiąc ogólnie gospodarkę niemiecką w tym dostawy produktów rolnych. Jako przykład działań na polu dywersji można wskazać:
- 30 kwietnia 1943 wykonano akcję polegającą na zatruciu mleka dostarczanego do ośrodka szkoleniowego SS-Galizien w Moderówce. W jej wyniku śmierć poniosło kilku esesmanów pochodzenia ukraińskiego[72].
- W lipcu 1943 część żołnierzy wzięło udział w akcji na mleczarnię w Jaćmierzu. Zniszczono znajdujące się tam maszyny mleczarskie. Zabrano około 150 kg masła oraz niewielką ilość gotówki[73].
- We wrześniu 1943 roku dokonano pozorowanego napadu na gospodarza z Posady Jaćmierskiej. Zabrano zborze przeznaczone do oddania Niemców w ramach kontyngentu i ukryto je za zgodą właściciela w innym miejscu[74].
- Pozyskanie lekarstw z apteki w Krośnie – partyzanci obezwładnili pracowników apteki i wywieźli saniami znaczną ilość lekarstw i środków sanitarnych, które trafiły następnie do oddziałów leśnych. Do pleców laboranta przyczepiono butelkę wódki i powiedziano mu, że to jest granat i dopiero za 15 minut może się ruszyć i zawiadomić Niemców. W akcji brali udział Andrzej Mendelowski „Kot”, Romuald Holeczek „Olejek”, Józef Jastrzębski „Stary”, Marian Opatkiewicz „Mściciel” i Jan Piskorski „Miś”[75].
- Wykradzenie obuwia z magazynów Wehrmachtu w Krośnie przy ulicy Kapucyńskiej. – W akcji uczestniczyli Jan Barniak „Wrzos” i Jan Koperstyński „Jarząbek”. Partyzanci skutecznie uniknęli pościgu i udali się wraz ze zdobyczą oraz Marią Grotowską „Amazonką” do Jaćmierza. Po drodze transport został zatrzymany we Wzdowie przez nocną wartę, którą jednak udało się przebyć, po tym jak „Wrzos”, w języku niemieckim, udzielił ostrej reprymendy strażnikom[76].
- 1 listopada 1943 w magazynie niemieckim w Krośnie zdobyto mundury Wehrmachtu oraz inne elementy ubrania[77].

### Lekcje wychowania obywatelskiego
Zadaniami, których wykonania podejmowali się żołnierze OP-11, były także lekcje wychowania obywatelskiego. Polegały one na wymierzeniu chłosty osobą, które zbyt gorliwie pracowały dla okupanta, a w szczególności ich działania miały niekorzystny wpływ na ludność czy robotników przymusowych. Przykładem jest lekcja przeprowadzona we dworze w miejscowości Targowiska, podczas której zmuszono zarządcę i administratora posiadłości do wzajemnego wymierzenia sobie chłosty. Ukarano ich za nieodpowiedni stosunek do ludzi. Warto zaznaczyć, że sama właścicielka dworu była tak usatysfakcjonowania działaniem partyzantów, iż podarowała im maszynę do pisania.

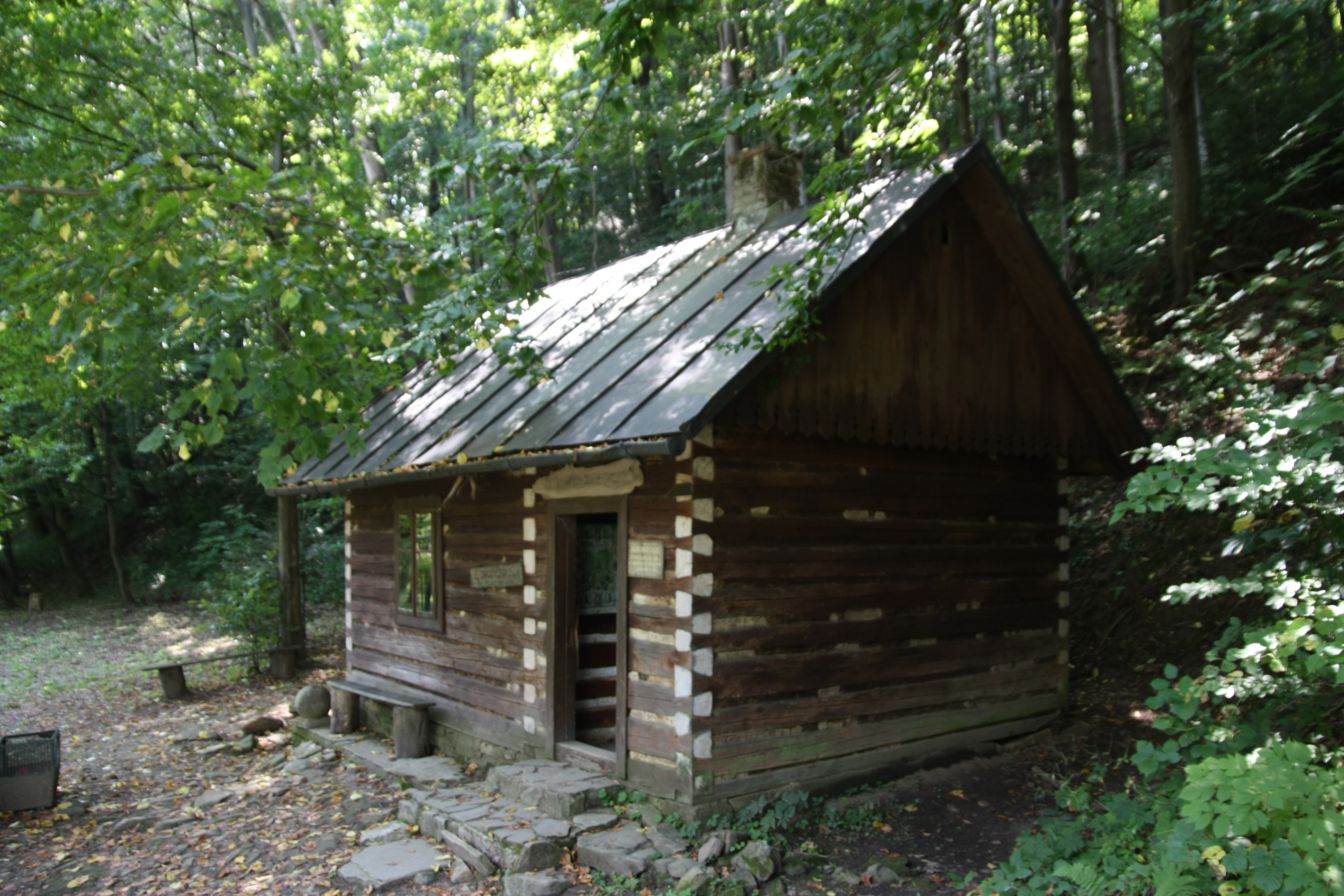
Drewniany budynek z XIX wieku, część pustelni św. Jana z Dukli – baza wypadowa partyzantów OP-11 w czasie akcji na konwój pod Dziurdzią

### Zasadzka na konwój pod Dziurdzią
Celem akcji było przechwycenie dostawy zaopatrzenia przeznaczonego dla niemieckiej placówki granicznej (Grenzschutz) w Barwinku. Jak ustalił wywiad, transport ten realizowany był raz w miesiącu. Wyruszał rano z Barwinka, a powracał w godzinach popołudniowych – po pobraniu potrzebnych materiałów w Dukli. Po trasie tej poruszały się także wożące drewno ciężarówki (około godziny 13.00 powracały z Barwinka do Dukli). Ich niemieckie załogi były uzbrojone – toteż również miały paść łupem partyzantów.
Na miejsce zasadzki wybrano okolicę Tylawy, w którym las porastający górę o nazwie Dziurdzia (obecnie Dziurcz) ciągnie się wzdłuż drogi. W akcji wzięli udział: Józef Czuchra – „Orski”, Władysław Szydło „Pik”, Jan Szczepaniak „Kar”, Roman Myśliwiec „Bogdan” (lub „Błysk”), Józef Kozielec „Biały”, Jan Miska „Duch”, Prosper Ocehnduszko „Drop”, Franciszek Pirga „Giewont” (lub „Kozik”), Walerian Opatkiewicz „Litawor”, Bronisław Piotrowski „Lis”, Czesław Starzyk „Natan”, Kazimierz Człowiekowski „Niemsta”, Henryk Pasterkiewicz „Maszynista”, Marian Opatkiewicz „Mściceil”, Romuald Holeczek „Olejek”, Antoni Mróz „Orlik”, Leopold Czuchra „Pokrzywka”, Jan Czuchra „Janczar”, Edmund Niemczyk „Lot”, Aleksander Smereczyński „Smerek”, Józef Jastrzębski „Stary”, Kazimierz Czuchra „Ziuk”, Jan Barniak „Wrzos”, Kazimierz Świtlicki „Lipka”, Stanisław Nitka „Szech”, Władysław Pikul „Kruczek”, Jan Piskorski „Miś”;
Plan zrealizowano początkiem grudnia 1943 roku. Oddział wyruszył z okolic Wietrzna mijając Duklę (gdzie zarządzono postój), poprzez górę Cergową by nad ranem dotrzeć do Pustelni Jana z Dukli. Miejsce to wybrano jako punkt wypadowy, gdyż znajdowało się na uboczu, około 1,5 km od szosy Dukla – Barwinek.
Po dwudniowym wypoczynku nadeszła pora by przystąpić do akcji. Oddział wyruszył do wybranego na zasadzkę miejsca. „Orski” rozstawił posterunki: od strony Dukli – „Lis” i „Janczar”; od strony Barwinka „Maszynista” i „Mściciel”, a sam stanął na drodze pomiędzy nimi – gotowy do zatrzymania pojazdów niemieckich. Zadaniem „Lisa” i „Janczara” było powstrzymanie wrogów, ogniem z broni automatycznej, gdyby tym udało się przerwać blokadę dowódcy. „Maszynista” i „Mściciel” blokowali Niemcom drogę odwrotu. Reszta partyzantów zajęła pozycje po obu stronach drogi – w gotowości do otwarcia ognia gdyby wróg stawiał opór.
Partyzantom sprzyjała pogoda, dzień był mglisty, co ograniczało widoczność. Po pewnym czasie na jezdni pojawił się zaprzęg konny z dwoma ludźmi na wozie. W pierwszej chwili wzięto ich za Niemców. Po zatrzymaniu okazało się, że są to pop i wójt z jednej z okolicznych wiosek. Po dokonaniu rewizji okazało się, iż wiozą oni kartki na zakup skóry oraz żywności dla rodzin ukraińskich, których synowie służyli w SS Galizien. Obaj mężczyźni posiadali także pistolety. Broń oraz kartki zostały zarekwirowane.
Na drodze pojawił się samochód z drzewem. Nie wyjmując Broni, „Orski” dał znak kierowcy aby ten się zatrzymał. Następnie polecił Niemcom (obsadę samochodu stanowiły dwie osoby) wyjść z wozu i oddać broń. Ci ujrzawszy mierzących do nich z linii lasu partyzantów usłuchali polecenia. W ten sposób zatrzymano także dwie kolejne ciężarówki. Czwarta maszyna jechała w pewnym oddaleniu od poprzednich. Na jej spotkanie wyszli stanowiący ubezpieczenie od strony Barwinka – „Maszynista” i „Mściciel”. Kierowca zwolnił nieco by po chwili dodać gazu i ruszyć zdecydowanie w stronę Dukli. Jeden z Niemców wyrzucił granat i zaczął strzelać przez okno z pistoletu. Kierowca natomiast próbował przejechać pozostającego na drodze „Orskiego”. Ten odskoczył w ostatniej chwili. Widząc co się dzieje, partyzanci ubezpieczający od strony Dukli wystrzelili w ciężarówkę serię z RKM. Samochód zatrzymał się, a jego załoga oddała broń.
Na tym akcję zakończono. Wszystkich wrogów rozbrojono. „Orski” planował wykonać odskok wykorzystując jedną z ciężarówek. Niestety jedyny kierowca w oddziale – „Konrad” – nie był w stanie odpalić silnika. Partyzanci zmuszeni byli udać się pieszo poprzez górę Cergową do miejsca postoju w rejonie Wietrzna. Niemcy po zorientowaniu się w sytuacji przeprowadzili obławę, która jednak się nie powiodła.

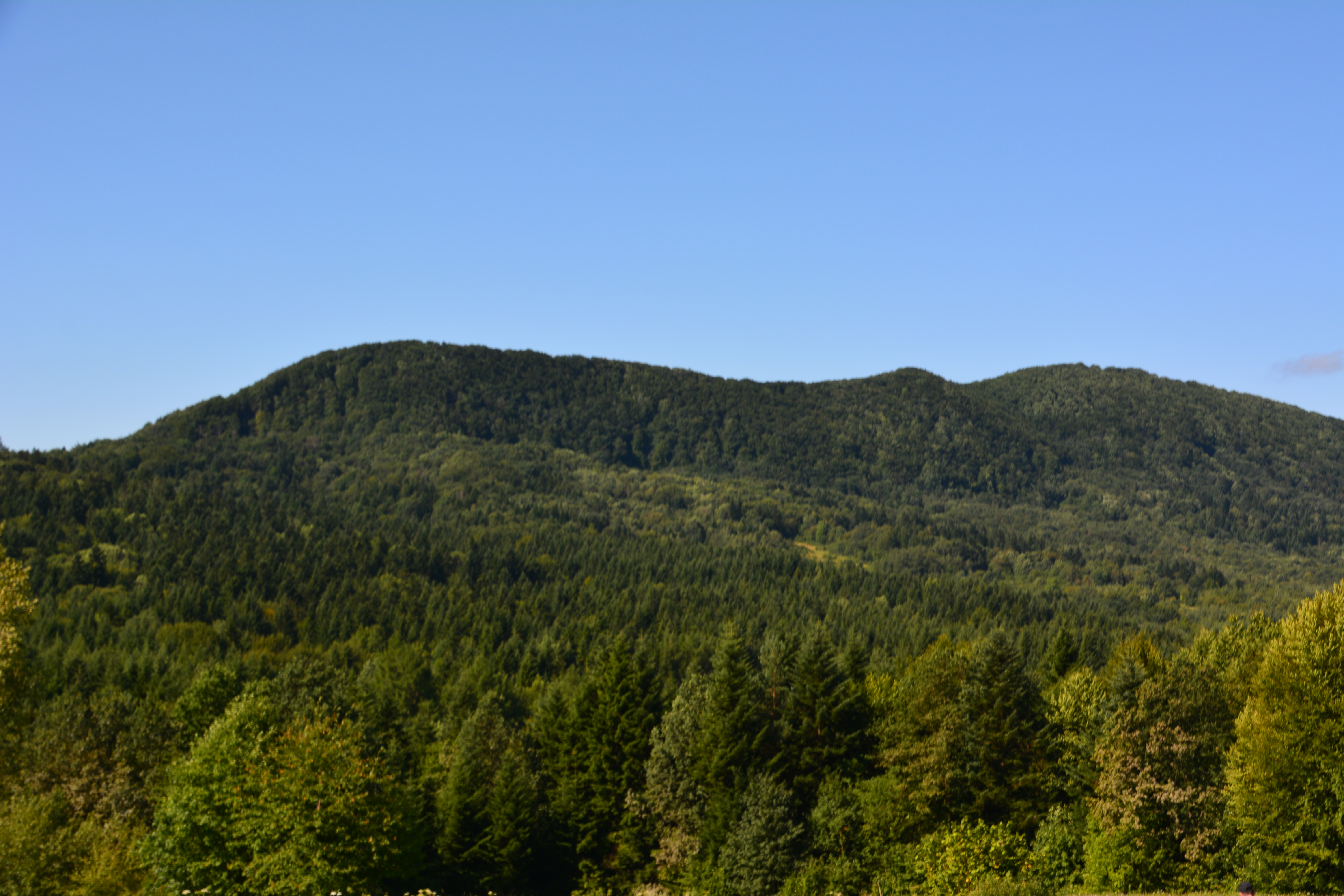
Góra Cergowa – widok od strony miejscowości Lubatowa

### Operacja „Taśma” – „Łańcuch”
Jest to kryptonim napadów zbrojnych na strażnice graniczne, wykonywanych przez specjalnie przygotowane do tego celu oddziały, będące do dyspozycji inspektora i komendantów obwodów. Całość odbywała się według planu przygotowanego przez inspektorat AK na polecenie komendanta Okręgu w Krakowie.
Ze Słowacją graniczyły wówczas trzy powiaty będące obszarem działania OP-11 Jasło, Krosno i Sanok. Dostęp do granicy był jednak bardzo utrudniony wobec dużej odległości od zwykłych miejsc postoju oddziału i faktu zamieszkania terenów przygranicznych przez mniejszość ukraińską, uległą propagandzie nacjonalistów z UPA. W miejscowościach tych działały także (pozostające na usługach niemieckich) ukraińskie straże wiejskie. Przejście na przełaj górami z ominięciem niebezpieczeństw było czasochłonne oraz uciążliwe, a także utrudniało zaskoczenie przeciwnika.
Oddziałowi OP-11 przypadło zaatakowanie strażnicy słowackiej w Czertiżnem. Akcja przeprowadzona została 20 grudnia 1943 roku podczas zamieci śnieżnej. Wziął w niej udział jako przewodnik Jan Koperstyński „Jarząbek”, przedwojenny kapral Straży Granicznej, świetnie znający wszystkie strażnice i dojścia do nich. Z miejsca stałego postoju OP-11 wyruszył 18 grudnia 1943, przeszedł okrężnymi drogami przez Równe, Cergową, Zawadkę Rymanowską, Daliową, Jaśliska, Posadę Jaśliską. Pod strażnicą w Czertiżnem znalazł się 20 grudnia i zatrzymał się na skraju lasu przed polaną, za którą było pasmo drzew i strażnica.
„Jarząbek” udzieli ostatnich wyjaśnień co do terenu oraz usytuowani poszczególnych punktów (magazynów, bramę) lokalizacji w koszarach. Jóżef Czuchra „Orski” podzielił oddział na 3 grupy. 1 i 2 mają opanować parter i piętro, trzecia pozostaje na ubezpieczeniu. Następnie daje rozkaz przedostania się biegiem przez polanę. Oddziałowi sprzyjało szczęście – dotarł niepostrzeżenie pod budynek. „Orski” wraz z Janem Barniakiem „Wrzosem” sterroryzowali słowackiego pogranicznika i zmusiły go do wpuszczenia partyzantów do strażnicy. Dwie grupy wpadły do pomieszczeń parterowych i na piętro. Załoga była zaskoczona, nie zdążyła sięgnąć po broń – zamknięto wszystkich w jednej izbie.
Około godziny 23 powrócił z urlopu na oświetlonym rowerze jeden ze strażników. Dostrzegło go ubezpieczenie, partyzanci weszli do środka aby nie spłoszyć przeciwnika. Kiedy nadjechał i skierował się do koszar partyzanci wezwiali go do poddania. Po chwili wahania strażnik odwrócił się i zaczął uciekać. Oddano do niego kilka strzałów – nie wiadomo z jakim skutkiem. Na dalsze przeszukiwania koszar nie starczyło już czasu, strzały mogły zawiadomić położony kilkaset metrów posterunek niemieckiej Schutzpolizei. „Orski” nakazał ładować do plecaków broń amunicję i inny przydatny sprzęt. Po kilkunastu minutach partyzanci opuścili placówkę udając się w drogę powrotną. Kiedy dochodzili do lasu usłyszeli jak załoga strażnicy zaczęła alarmować inne placówki. Zerwała się zamieć śnieżna, która wprawdzie utrudniała poruszanie się, ale zacierała skutecznie ślady uniemożliwiając wrogi poznania kierunku, w którym oddalił się oddział. Nad ranem OP-11 dotarł do wsi Lubatowa, gdzie zatrzymał się w jednym z domów na wypoczynek. Część łupów załadowano na furmankę, resztę nadal nieśli żołnierze. Z nastaniem ciemności oddział wyruszył w kierunku swoich stałych kwater.
Partyzanci w akcji nie ponieśli żadnych strat. Zginęło natomiast dwóch mieszkańców Lubatowej – Frankiewicz u którego partyzanci odpoczywali i Błażej Zając komendant straży wiejskiej, do którego obowiązków należało poinformować okupanta o pojawieniu się zbrojnych ludzi – uczynił to dopiero po odejściu oddziału składając zawiadomieni w Iwoniczu Zdroju (Niemcy przejeżdżali wcześniej w okolicy jego domu a on ich nie zatrzymał – co uznali za celowe działanie). Niemcy powiadomili Gestapo w Krośnie. Gestapowcy przyjechali do Lubatowej wraz z Policją Ukraińską, kiedy Frankieiwcz wskazał na ich żądanie kierunek, w którym partyzanci się oddalili został zastrzelony przez jednego z policjantów (ukraińskich). Zając zostało zabity także przez policjanta ukraińskiego, za co ten otrzymał kurtkę skórzaną zabraną prowadzonemu na śmierć Polakowi (Ukrainiec zgniłą za pewien czas od kuli, kiedy wypasał swoje krowy w przysiółku Abrasimowo).

### Potyczka w okolicy wsi Bartne

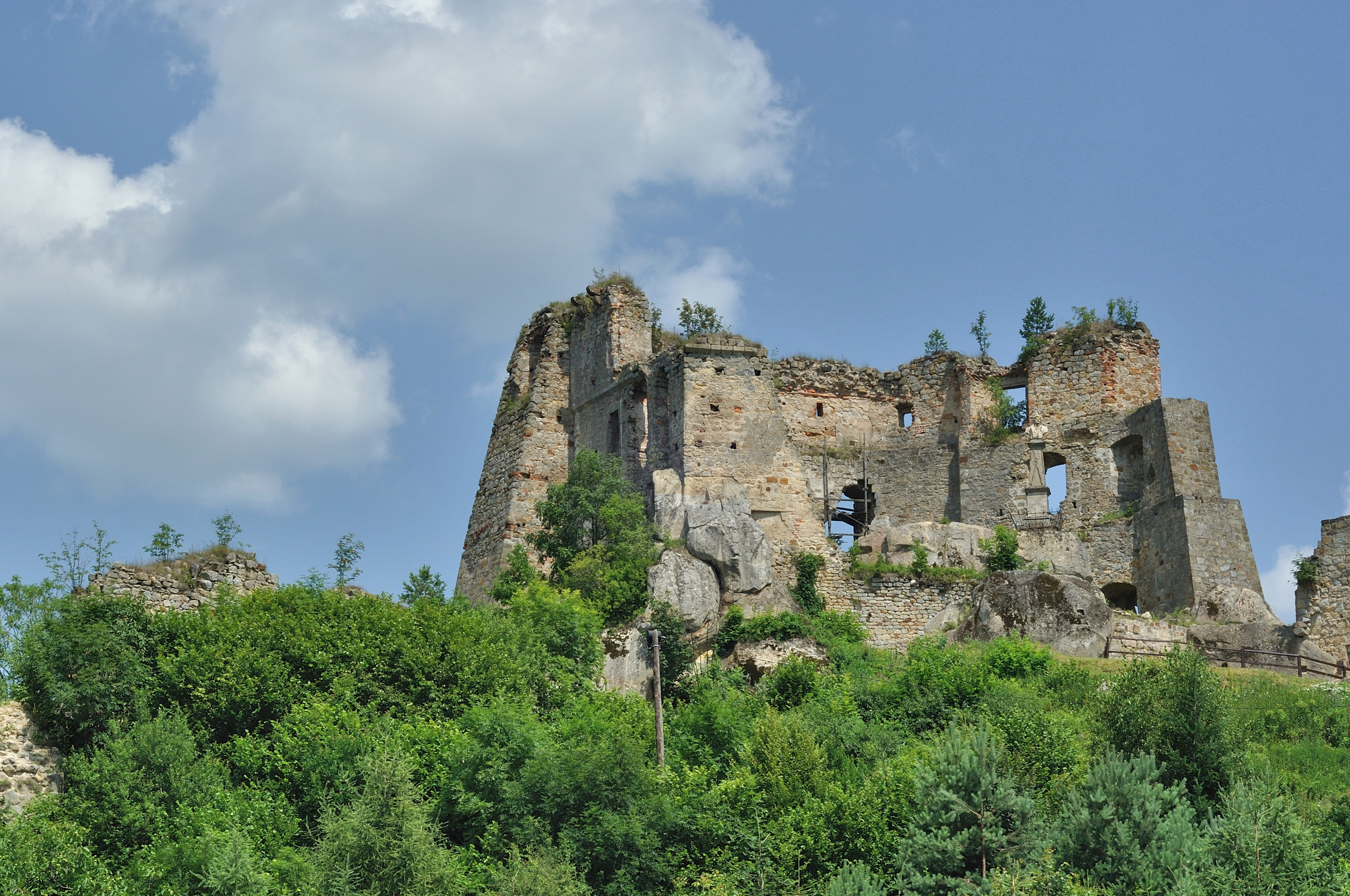
Zamek w Odrzykoniu – jedno z miejsc postoju partyzantów.

Był to pierwszy kontakt bojowy OP-11 ze zwartym oddziałem niemieckim. Wcześniejsze akcje były starannie zaplanowane i wykonywane zgodnie z taktyką walki partyzanckiej. Potyczka pod Bartnem (przysiółek Łęk Strzyżowskich) miała miejsce 17 marca 1944. Niemcy, w wyniku donosu konfidenta, natrafili na trop oddziału i zorganizowali obławę. OP-11 w trakcie przemarszu z rejonu Frysztaka, gdzie przebywał na wypoczynku do Łęk Dukielski, zatrzymał się na kwaterach w Bartnem.
Partyzanci zostali zaalarmowani w trakcie porannych czynności o zbliżającym się niebezpieczeństwie. Opuścili kwatery i biegiem udali się w kierunku lasu. Wywiązała się walka, użyto ręcznej broni maszynowej. OP-11 wykonał zorganizowany odwrót cały czas kontynuując ogień. Niemcy nie podjęli dalszego pościgu. Partyzanci przeszli do zamku w Odrzykoniu, a następnie, po dłuższym odpoczynku, do Łęk Dukielskich.

### Inne działania oddziału.
Poza akcjami wymierzonymi bezpośrednio we wroga OP-11 prowadził równolegle inne działania. Można zaliczyć do niech pomoc udzielaną żołnierzom sowieckim, którzy znaleźli się w rejonie jego działania, a którzy faktycznie pomocy potrzebowali np. zestrzeleni lotnicy. Zaznaczyć należy iż do oddziału zgłaszali się także zakonspirowani agenci sowieccy, których w skrajnych przypadkach rozstrzeliwano, gdyż zagrażali bezpieczeństwu oddziału. W takim przypadku decyzje potwierdzano u dowództwa inspektoratu.

## OP-11 w trakcie „Burzy”

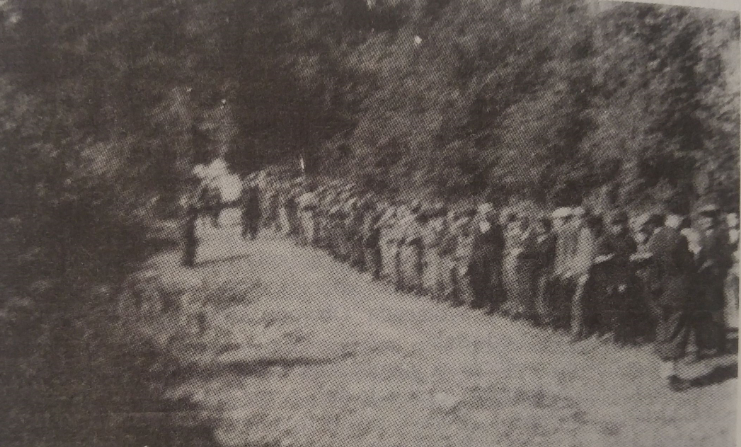
OP-23 – zbiórka całego zgrupowania na leśnej polanie

Akcja „Burza” została pomyślana jako ogólnopolskie działanie na tyłach przesuwającego się na zachód frontu. Oddziały AK, zgrupowane w większe związki taktyczne, miały uderzać na wycofujące się wojska niemieckie, zdobywać w miarę możliwości miejscowości i stanowić zabezpieczenie formującej się tam i wywodzącej się z przedstawicieli podziemia, cywilnej władzy administracyjnej. Tak ustanowiona, prawowita władza, uznająca zwierzchnictwo Rządu Londyńskiego miała występować wobec wkraczających sowietów jako gospodarze Ziem Polskich. Dodatkowym zadaniem wystawionych oddziałów było zabezpieczenie ludności polskiej przed działającymi na południowo-wschodnich Kresach RP oddziałami OUN/UPA.
OP-11 w ramach Akcji „Burza” dołączony został (w sile dwóch plutonów) do zgrupowania OP-23 (inaczej Zgrupowanie Południe, KN-23) dowodzonego przez kpt. Adama Winogrodzkiego ps. Korwin. Józef Czuchra objął funkcję zastępcy dowódcy. Okres działania Zgrupowania przypada na okres pomiędzy końcem czerwcem a początkiem wrześniem 1944. OP-23 odtwarzał przedwojenny 2 Pułk Strzelców Podhalańskich z Sanoka. Zgodnie z rozkazem dowództwa, zgrupowanie miało dotrzeć do miejscowości Bandrowo pod Samborem i tam podjąć działania bojowe przeciwko Niemcom oraz bojówkom UPA.
Łączna liczba żołnierzy zgrupowania wyniosła około 230. Organizacyjnie OP-23 składał się z 5 plutonów:
- 1 – (OP-11) dowódca: sierż. pchr. Jan Szczepaniak „Kar”
- 2 – (OP-11) dowódca: sierż. pchr. Władysław Szydło „Pik”
- 3 – dowódca: ppor. Wojciech Rosolski „Skalny”
- 4 – (OP-15) dowódca: por. Michał Cerkiewniak „Boruta”
- 5 – dowódca: ppor. Piotr Dudycz „Cezar”

Plutony 1,2,5 uzbrojone były w bron pochodzącą z września 1939 oraz zdobytą na Niemcach. Ich żołnierze nie posiadali jednolitych mundurów. Wykorzystywali bądź mundury wrześniowe, bądź ubrania cywilne z biało-czerwonymi opaskami na rękawie. Plutony 3 i 4 uzbrojone zostały w broń pochodzącą ze zrzutów i były jednolicie umundurowane(mundury również pochodziły ze zrzutów).

### Koncentracja
Szlak bojowy w ramach Akcji „Burza” OP-11 rozpoczął przybywając pomiędzy 19 a 21 czerwca do miejscowości Bażanówka (powiat Sanok). Tam oddział odpoczął przed wymarszem, dokonano przeglądu broni, uzupełniono zapasy. 1 lipca nastąpił wymarsz zgrupowania na wschód. Marszem przez wzgórze Wroceń, Falejówkę, wzgórze Kopacz, wieś Dębna osiągnięto Mrzygłód, gdzie przekroczono San. Następnie pomaszerowano pomiędzy Liszną a Tyrawą Solną, Tyrawą Wołoską, by w nocy z 3 na 4 lipca osiągnąć skraj szybowiska w Bezmiechowej.
Jeszcze w czerwcu major „Korwin” wysłał Władysława Pikula „Kruczka” pociągiem do Sambora. Nawiązał on kontakt z tamtejszą placówką podziemia oraz założył skrzynkę kontaktową w miejscowości Felsztyn. „Kruczek”, po dołączeniu do zgrupowania w okolicach Leska, zapoznał sztab z ciężką sytuacją ludności polskiej, oraz bandyckimi działaniami bojówek UPA na przyszłym rejonie działania OP-23. Na zwołanej odprawie kpt. Winogrodzki podjął decyzję zaprzestania dalszego marszu na wschód i podjęcia działań bojowych na miejscu. Protestował przeciwko temu ppor. Józef Czuchra „Orski”, który wnioskował za kontynuowaniem marszu pod Sambor.

### Walki
Już w trakcie przemarszu do Bezmiechowej, II pluton dowodzony przez „Pika” ostrzelał i zniszczył samochód pancerny, w którym zginęło dwóch esesmanów. Zdobyto tym samym dwa pistolety maszynowe, pistolet Parabellum i pomniejsze wyposażenie wojskowe. 5 lipca rozbrojono trzech Niemców i jednego policjanta ukraińskiego zdobywając dalsze uzbrojenie. 8 lipca zorientowano się, że patrole niemieckie rozpoznały miejsce pobytu oddziału. Przeniesiono się w okolice gajówki na wzgórzu Czarnego Działu w pobliżu wsi Jankowce. Oddział przebywał tam do 12 lipca. Następnie nastąpił przemarsz z Czarnego Działu na wzgórze Czulnia gdzie biwakowano do 16 lipca.
Tam do oddziału dotarła informacja o tym, że Niemcy dowiedzieli się o miejscu pobytu partyzantów i planują dużą obławę. Wysłany na zwiad „Kruczek” dotarł do majątku Hoczwia, gdzie nawiązał kontakt z Wojskiem Słowackim (walczącym po stronie Niemiec). „Korwin” spotkał się ze słowackim dowódcą, od którego uzyskał zapewnienie udzielenia pomocy dla oddziału. Odrzucił on jednak propozycję przyłączenia się do OP-23 – uznając, że jest na to jeszcze za wcześnie. W trakcie kolejnego spotkania kapitan słowacki przekazał informację o planach niemieckiego ataku na Czutno oraz o miejscu zamieszkania Ukraińca – członka UPA, który doniósł Niemcom o lokalizacji zgrupowania. Pod osłoną Słowaków oddział pokonał San. Wyznaczony patrol dokonał likwidacji owego Ukraińca.
Po przekroczeniu Sanu zakwaterowano się w budynku Stanisława Kabali „Diabeł” na wzgórzu Gruszka. W trakcie działań pomiędzy Bezmiechową a Gruszką stoczono kilka drobnych potyczek zdobywając broń i amunicję. Pomocy w zaopatrzeniu oddziału udzielali właściciele miejscowych dworów, a także gospodarze oraz gajowi pełniący służbę w okolicznych lasach. W tym czasie obrona niemiecka na froncie wschodnim załamała się. 22 lipca 1944 Sowieci zajęli Lwów. Stało się jasne, że działania podejmowane w tamtym kierunku stały się bezcelowe.

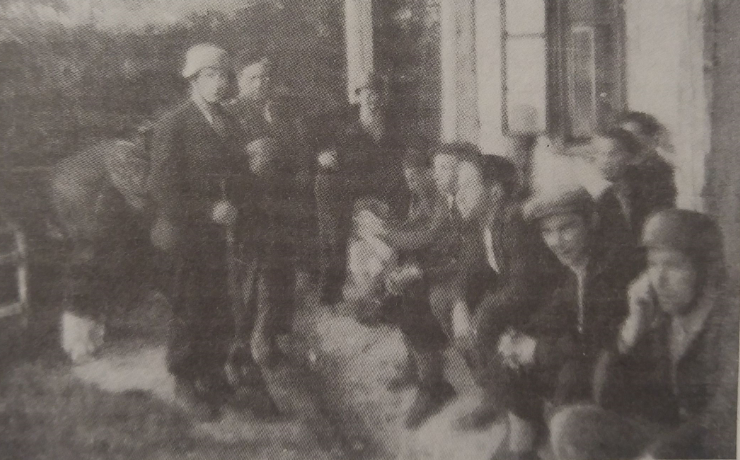
Żołnierze OP-11 na postoju w trakcie działań Zgrupowania Południe

26 lipca oddział natknął się na kolumnę transportową złożoną z Ukraińców. Kolumna liczyła około 80 osób, w tym kobiety i dzieci. Podczas dokonania rewizji odkryto liczne elementy polskiego wyposażenia wojskowego pochodzącego z września 1939. Kpt. Winogrodzki (kierując się wytycznymi komendy okręgu AK) podjął decyzję o rozstrzelaniu około 30 mężczyzn, zidentyfikowanych jako członkowie UPA.
29 lipca 1944 oddział (pluton „Boruty”) stacjonując w lesie w okolicach Poraża zapobiegł konfiskacie koni urządzonej przez Niemców w okolicznych wioskach. Zabito dwóch żołnierzy wroga, dwóch wzięto do niewoli i po rozbrojeniu puszczono wolno. Konie zostały zwrócone właścicielom. Po nastaniu nocy natknięto się także na niemiecką kolumnę samochodową. Doszło do walki, w wyniku której zmuszono wroga do odwrotu.
Do 3 sierpnia dokonywano kolejnych rozbrojeń mniejszych niemieckich oddziałów. Zaatakowano także samochody pancerne zabijając dwóch Niemców. Po południu 3 sierpnia wykonano pościg za oddziałem niemieckim, który jednak na rozkaz „Korwina” zaniechano wraz z zapadnięciem zmroku. Zebrano natomiast porzuconą przez Niemców broń.
4 sierpnia na stanowiska chronione przez pluton „Pika” uderzyli Niemcy. Atak został odparty. Okazało się, iż szosą nieopodal przemieszają się duże siły wroga, w tym kolumna czołgów. Oddział, nie posiadający broni przeciwpancernej, został zmuszony do wycofania się. Tego samego dnia, w okolicach Poraża, plutony z OP-11 stoczyły walkę z 40 osobowy oddziałem Niemieckim zajmującym się rekwirowaniem bydła i koni od okolicznych mieszkańców. Potyczką dowodził „Orski”. Widząc wroga już z daleka, przygotował zasadzkę obsadzając swoimi ludźmi oba skraje szosy. W momencie kiedy wróg znalazł się polu ostrzału otworzono ogień. Poległo kilkunastu niemieckich żandarmów, reszta salwowała się ucieczką. Partyzanci zdobyli sporo broni, a zwierzęta zwrócono właścicielom.
Tego samego dnia (4 sierpnia) zgrupowanie stoczyło jedną ze swoich większych potyczek. Przeciwnikiem był przesuwający się szosą Zagórz – Wielopole batalion niemiecki. W starciu wzięły udział plutony „Kara” i „Pika”. Partyzanci po walkach poprzedniego dnia zajęli pozycje obronne. Pluton „Kara” zajął stanowiska na górze cmentarnej w miejscowości Wielopole. „Pik” wraz ze swoimi ludźmi okopał się nad szosą pod Tarnawą Górną. W pewnym momencie zauważono posuwający się drogą batalion Wehrmachtu. Kiedy Niemcy znaleźli się na wysokości pozycji „Kara” – jego pluton otworzył ogień z broni maszynowej. Wróg odpowiedział silnym ostrzałem z ciężkich karabinów maszynowych i rozwinął natarcie. Partyzanci ostrzeliwali się ze zza nagrobków jednak zaczęli ulegać przewadze liczebnej i ogniowej nieprzyjaciela. Po 15 minutach „Kar” nakazał odwrót w kierunku pozycji „Pika”. Niemcy zorientowawszy się, iż przeciwnika nie ma na cmentarzu, kontynuowali przemarsz.

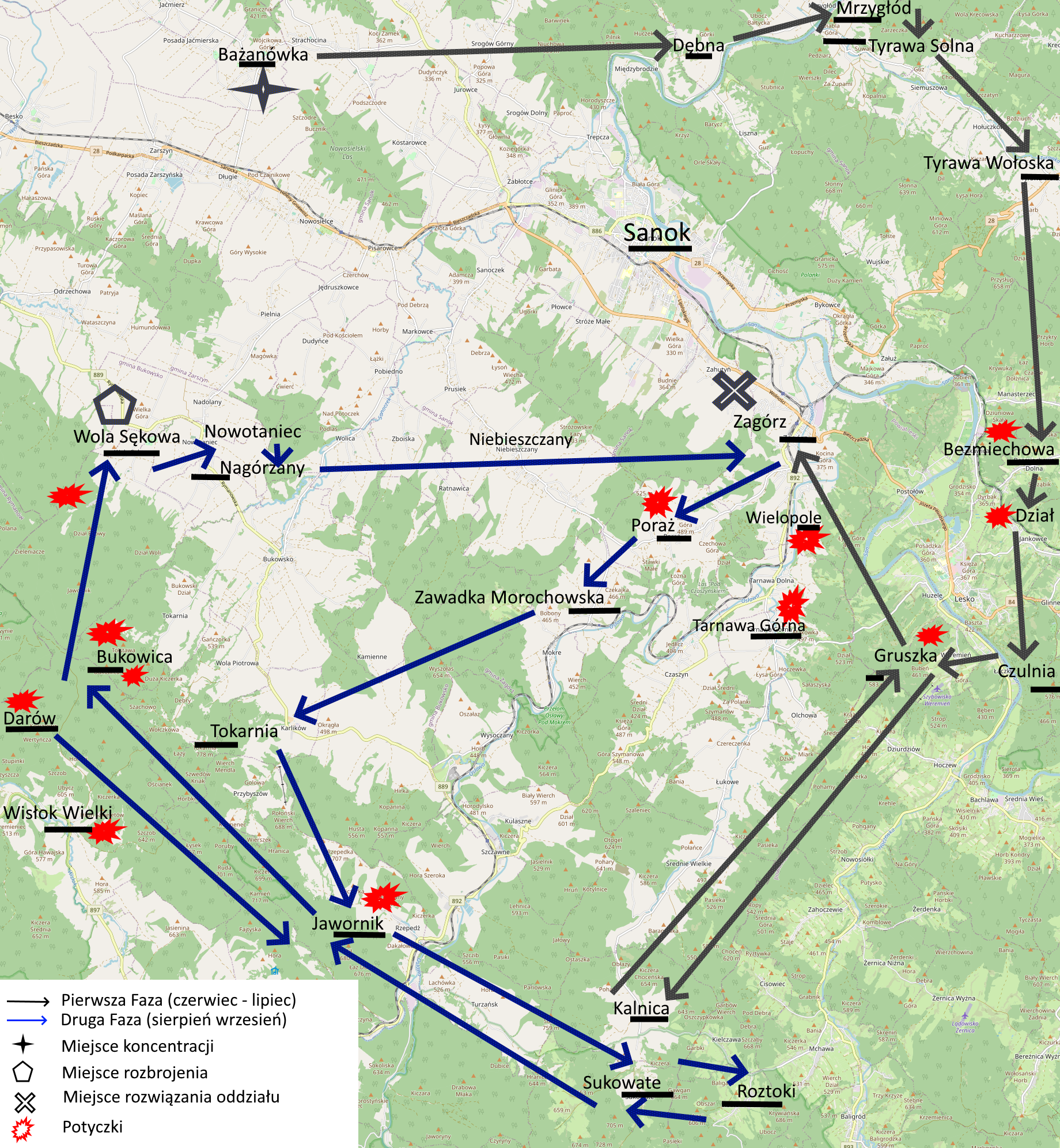
Szlak bojowy Zgrupowania Południe

Za niemieckim batalionem posuwała się kolumna taborów. Na nią z kolei uderzył pluton „Pika”. Obsługa broni maszynowej położyła ciężki ogień zadając wrogowi spore straty. Na pomoc taborom pośpieszył batalion atakowany wcześniej przez „Kara”. Niemcy zajęli pozycje i rozpoczęli ostrzał z broni maszynowej. Walka trwała około 4 godzin i zakończyła się wycofaniem Niemców w kierunku południowym. Tego samego dnia w Tarnawie pojawiły się niemieckie pojazdy pancerne. Dwa z nich zostały w miejscowości. Partyzanci, którzy pozostali w okolicy obserwowali sytuację. W pewnym momencie dostrzeżono, że Niemcy otworzyli włazy i wyszli na pojazdy. Dokonano ataku granatami, w wyniku którego jeden wóz zapalił się a drugi został uszkodzony.
Warto podkreślić, że partyzanci, pomimo intensywnych walk tego dnia, nie ponieśli strat w zabitych. Ranni zostali „Bebek”, „Mściciel” i Stanisław Wilkowski „Śliwka”. Za postawę w obliczu wroga wyróżniono następujących żołnierzy OP-11: Władysław Szydło „Pik”, Jan Szczepaniak „Kar”, Władysław Moskal „Rej”, Czesław Starzyk „Natan”, Jan Miska „Duch”, Marian Opatkiewicz „Mściciel”, Walerian Opatkiewicz „Litawor”, Aleksander Smereczański „Smrek”, Stanisław Czekaj „Zwierz”, Leopold Czuchra „Pokrzywka”, Bronisław Piotrowski „Lis”, Józef Jastrzębski „Stary”, Henryk Pasterkiewicz „Maszynista”, Józef Kozielec „Biały”, Stanisław Wiklowski „Śliwka”, Władysław Igielski „Grot”, Edward Świtlicki „Anioł”, Kazimierz Świtlicki „Lipka”, Wojciech Fidysz „Saks”, Franciszek Pirga „Giewont”, „Bebek”, „Janek”.
5 sierpnia OP-23 przebywał w okolicy Niebieszczan. W samej miejscowości zorganizowano izbę chorych gdzie umieszczono rannych. Pomimo ran kilku partyzantów pomogło miejscowej placówce AK rozbroić przebywających we wsi Niemców. Pozyskano sporo uzbrojenia oraz wyposażanie wojskowego. Żołnierze niemieccy prosili o wydanie zaświadczenia, iż rozbroił ich oddział partyzancki, puszczono ich wolno.
6 sierpnia zgrupowanie poniosło pierwszą i jedyną stratę śmiertelną. Skrytobójczo został zastrzelony ppor. Leon Florek „Borsuk”. W wyniku przeprowadzonego dochodzenia uznano, że zabójstwa dokonał członek UPA, który podkradł się lasem do pozycji oddziału.
Oddział przesunął się w okolicę Woli Sękowej by w nocy z 8 na 9 sierpnia dotrzeć w okolice wzgórza i kopalni Tokarnia. W tym czasie wyłapywano i rozbrajano pojedynczych żołnierzy niemieckich. Doszło także do zatrzymania i rozbrojenia kilkudziesięcioosobowego oddziału niemieckiego. Zidentyfikowanych członków SS SA i NSDAP rozstrzelano w lesie pod Jawornikiem, żołnierzy Wermachtu wypuszczono. Sytuacja aprowizacyjna oddziału stawała się trudna. Brakowało żywności, namiotów, partyzanci zaczęli cierpień na choroby związane z niemożnością zapewnienia dostatecznej higieny. Do tego front zbliżał się niebezpiecznie blisko. W okolicy pojawiało się coraz więcej oddziałów niemieckich co zmuszało OP-23 do ciągłej zmiany miejsca i pozostawanie w lasach. W związku z tym nasiliły się głosy o konieczności odwrotu w okolicę Krosna.

### Przerzut broni
W trakcie operowania zgrupowania w rejonie Sanoka zgromadzono spore nadwyżki broni. Postanowiono przetransportować ją w okolice Krosna. Misja ta, w warunkach zbliżającego się frontu, przy wypełnionych Niemcami drogach, była skrajnie niebezpieczna. Do jej wykonania, na ochotnika, zgłosili się Władysław Pikul „Kruczek”, Jan Piskorski „Miś” i ksiądz kapelan Tadeusz Witkoś „Dołęga”.
Broń złożona została na dwa wozy, do których zaprzężono po parze koni. 28 lipca 1994 transport wyruszył z zamku w Zagórzu i posuwał się szosą w stronę Niebieszczan. Po minięciu Poraża partyzanci zostali zatrzymani przez Niemców, którzy chcieli zarekwirować konie. Wówczas „Kruczek” pokazał kapitanowi Wermachtu list przewozowy, który zaświadczał, iż wozy wiozą wyposażenie niemieckiej firmy świadczącej dostawy dla wojska. Kapitan zrezygnował ze swych zamiarów, jednak zaproponował, aby transport dołączył do ich kolumny, a na wozach umieścił rannych żołnierzy. W takiej asyście, z żołnierzami leżącymi na przykrytej ubraniami broni, osiągnięto Odrzechową. Tam Niemcy postanowili pozostać na nocleg. Partyzanci stwierdzili, że nie mogą pozostać, gdyż muszą o określonym czasie dojechać do Krosna i opuścili niewygodne towarzystwo. Późnym wieczorem transport osiągnął Rymanów, gdzie podłączył się do innej niemieckiej kolumny i dotarł do Iwonicza. Niemcy odjechali w stronę Miejsca Piastowego. W Iwoniczu wozy zostały zatrzymane przez ukraińskich policjantów i doprowadzone do posterunku niemieckiego. Jednak Partyzantom znów udało się skutecznie wytłumaczyć przed oficerem niemieckim. Dalsza droga do Bóbrki odbyła się bez przygód.

### Opuszczenie zgrupowania
11 sierpnia Józef Czuchra „Orski” zdecydował o opuszczeniu zgrupowania wraz ze swoimi dwoma plutonami. Szczegóły przedstawiono w rozdziale: OP-11 na linii spięć pomiędzy AK a NOW.

## OP-11 na linii spięć pomiędzy AK a NOW
Do jesieni 1943 roku Armia Krajowa oraz Narodowa Organizacja Wojskowa działały niezależnie. W wyniku umowy scaleniowej dokonano ich połączenia. Na szczeblu dowodzenia ustalono, że inspektor ze strony AK zostaje szefem danej jednostki terenowej natomiast jego odpowiednik z NOW zostaje zastępcą. Istniejące oddziały partyzanckie zachowywały swoje struktury i dowodzenie. Pomimo zachowywania zewnętrznej spójności zarówno AK, jak i NOW dochodziło do wewnętrznych spięć dochodzących najczęściej na tle politycznym (kadra dowódcza AK wywodziła się w znaczącej części ze sfer popierających przedwojenny rząd, kadra NOW była zwolennikami opozycyjnego Stronnictwa Narodowego). Spięcia te miały wpływ na oddziały terenowe także na OP-11.

### Tarcia „Orskiego” z Zenonem Sobotą
Sytuacja miała miejsce, kiedy Grupa „Orskiego” należała do Tajnej Organizacji Wojskowej podporządkowanej Zenonowi Sobocie. Podłoże tego konfliktu wynikało mniej z przyczyn politycznych. Jego źródłem były bardziej różnice w osobowościach pomiędzy Zenonem Sobotą a Józefem Czuchrą. Według słów Łukasza Grzywacz Świtalskiego, Sobota dbał głównie o swój interes, nie zwracał uwagi na konsekwencje jego działania dla podległych mu ludzi czy ludności cywilnej. Uważał się ponadto, za głównego dowódcę podziemia na Podkarpaciu. Co więcej, pojawiały się poszlaki wskazujące na współpracę Soboty z Niemcami. „Orski” natomiast bardzo dbał o swoich ludzi, starał się nie narażać ich bez potrzeby. Cechowała go osobista odwaga, skromność oraz wysokie zdolności przywódcze(pomimo braku wojskowego wykształcenia). Ponadto Sobota zmonopolizował dostęp do dowództwa AK (TOW była wówczas scalona z AK a Grupa „Orskiego” została oddziałem dyspozycyjnym Kedywu), najprawdopodobniej obwiniał „Orskiego” o porażki, a sobie przypisywał zasługi. „Orski” po pewnym czasie zaczął domagać się wyjaśnień odnośnie do planowanych akcji i żądać potwierdzenia rozkazów ich przeprowadzenia od wyższego szczeblem dowództwa AK. Konflikt sięgnął szczytu po śmierć Franciszka Płonki, za którą „Orski” obwiniał Sobotę. Uważał, że akcja, wyniku której poległ jego brat była przeprowadzona nieudolnie.
Dnia 23 czerwca „Orski” protokolarnie zarekwirował podręczną kasę „Korczaka” i poinformował go o swoim przejściu do Narodowej Organizacji Wojskowej. Pieniądze przeznaczone zostały na pomoc dla żołnierzy oddziału, którzy wraz z nim opuścili AK oraz ich rodzin. Sobota od tego momentu jawnie szkalował „Orskiego”, zarzucając mu nawet działalność przestępczą – na co nie ma jednak żadnego potwierdzenia. Po tym zdarzeniu działalności „Korczaka” zaczęły uważnie przyglądać się władze Okręgu AK Kraków (w osobie ppłk. Władysława Owoca „Fructus”- zastępcy komendanta).

### Skutki spięć na poziomie Inspektoratu
W jesieni 1944 OP-11 wraz z NOW powrócił w wyniku scalenia do AK. Oskarżenia pod adresem oddziału jednak nie ustały. W dalszym ciągu posądzano żołnierzy o działalność przestępczą, działanie na szkodę lokalnych społeczności czy łamanie zasad konspiracji. Spowodowało to interwencję inspektora Świtalskiego. Przeprowadzone śledztwo rzekomo potwierdziło te doniesienia. Świtalski wydał rozkazy dyscyplinujące „Orskiego” oraz zakazał mu przyjmowanie do oddziału ludzi bez jego wiedzy. Świtalski zaznacza przy tym w swojej książce, że przypisywane OP-11 przestępstwa mogły być popełniane przez osoby podszywające się pod partyzantów – nie weryfikowano tego.
Echa tej sprawy dotarły aż do Krakowa, do ppłk. Władysława Owoca ps. „Fruktus” – komendanta okręgu NOW (zastępcy komendanta Okręgu Kraków AK). Przeprowadził on swoje niezależne śledztwo (udał się w tym celu na Podkarpacie). Wykazało ono, że człowiek, wskazany jako główny świadek oskarżenia, ks. kapelan Jan Obara „Czarny” zaprzeczył wszystkiemu przeciwnie – wyrażał się pochlebnie o OP-11. Ostatecznie ppłk Owoc uznał bezzasadność większości zarzutów uznając jedynie przekroczenie kompetencji polegające na dokonywaniu samowolnych konfiskat w majątkach ziemskich. OP-11 był oceniany pozytywnie także przez Krakowską Delegaturę Rządu RP na Kraj. Dokumentację śledztwa przesłano do Komendy Głównej AK.
Kolejną drażliwą kwestią w stosunkach AK z NOW, która miała wpływ na OP-11 był podział ekwipunku pochodzącego ze zrzutów spadochronowych dokonywanych przez alianckie i polskie lotnictwo. Oddział pomijany był przy podziale broni, nie otrzymywał zwłaszcza broni maszynowej.
Ostatnią kwestią były awanse. Żołnierze wywodzący się z NOW po prostu byli przy nich pomijani.
Wszystkie wyżej wymienione sprawy (odnoszące się nie tylko do OP-11) doprowadziły do interwencji działaczy Stronnictwa Narodowego oraz oficerów NOW okręgu Krakowskiego do władz AK. W jej wyniku odwołany został jasielski inspektor AK – Łukasz Grzywacz-Świtalski oraz Komendant Obwodu AK Sanok kpt. Adam Winogrodzki „Korwin”. Ten ostatni całkowicie ignorował swojego zastępcę z NOW por. Tadeusza Buczka ps. „Tuchan” nie informując go o naradach sztabowych.

### NOW a akcja „Burza”
Apogeum konfliktu pomiędzy podkarpackimi strukturami NOW a AK przypadło na dzień 11 sierpnia 1944 roku kiedy to plutony OP-11 opuściły pod dowództwem Józefa Czuchry „Orskiego” Zgrupowanie Południe. Powody tej decyzji wydają się złożone. Żołnierze oddziału, bezpośredni świadkowie, wskazują jej przyczynę w błędach jakie popełniał Adam Winogrodzki „Korwin” dowodząc zgrupowaniem, a także trudnościach aprowizacyjnych jakie występowały w trakcie działania w obcym, nieznanym, terenie zamieszkałym w dużym stopniu przez ludność ukraińską. Podnoszono kwestie nadmiernego i niepotrzebnego ryzyka jakie podejmował „Korwin”, zwłaszcza w stosunku do plutonów NOW. Dodatkowo nie podjął on jednego z głównych zadań stawianych przed zgrupowaniem przez Podokręg AK Rzeszów, którym było zlikwidowanie ośrodka nacjonalistów ukraińskich w okolicy Bandrowa pod Samborem (przy czym nie ulega wątpliwości, iż sama obecność zgrupowania we wschodniej części powiatu sanockiego, musiała działać na UPA odstraszająco i zmusić ich do zaniechania pacyfikacji ludności polskiej). Sytuacji nie poprawił też fakt dezercji ze zgrupowania kilku żołnierzy OP-11.
Działanie „Orskiego” wynikało jednak z faktu, iż za swojego bezpośredniego przełożonego uznawał przez cały czas wywodzącego się z NOW kpt. Józefa Drelichowskiego (w NOW posługiwał się stopniem majora) i to na jego polecenie (lub realizując jego wytyczne) opuścił zgrupowanie i powrócił wraz z żołnierzami do powiatu krośnieńskiego.
Z przedmiotowych publikacji odnośnie do działań ruchu oporu na terenie Podkarpacia można wyczytać, że NOW miał dość sceptyczny stosunek co do założeń Akcji „Burza” – uważając je za naiwne. Uważano, że niepotrzebnie narażane są na ciężkie straty i dekonspirację (przed sowietami) najlepsze oddziały partyzanckie, a z działań tych nie wyniknie żadna korzyść dla Polski. W szczególności nie wpłynie to w żadne sposób na powstrzymanie sowietyzacji kraju czy też na ustalenie korzystnych dla Polski granic. Dodatkowo, posiadano już wiedzę o tym jak Armia Czerwona potraktowała żołnierzy AK na Kresach (aresztowania oficerów i żołnierzy, rozbrojenie, wcielenie do LWP). Oficerowie wywodzący się z NOW mieli dostać (od swoich zwierzchników z Krakowa) wolną rękę co do uczestnictwa podległych im żołnierzy w Akcji „Burza”.
Powyższe wyjaśnia co kierowało kpt. Drelichowskim, kiedy wydawał dyspozycje „Orskiemu”, które poskutkowały opuszczeniem zgrupowania przez OP-11. Zaznaczyć należy, iż odejście „Orskiego” nastąpiło dopiero w chwili, kiedy jasne było, że dalsze pozostawanie na tym terenie spowoduje urealnienie się scenariusza bądź to rozbicia OP-23 przez (cały czas silne dla oddziału partyzanckiego) jednostki niemieckie bądź też (nieuniknioną) dekonspirację przed sowietami. Natomiast w okresie przez 11 sierpnia 1944 podlegli mu żołnierze walczyli z pełnym zaangażowaniem i poświęceniem realizując wydawane im rozkazy. Co więcej, „Orski” był jedynym oficerem, który domagał się ścisłego przestrzegania rozkazów wydanych przez dowództwo (i przemarsz pod Sambor).
Opuszczenie OP-23 nie pozostała jednak bez reperkusji ze strony zwierzchnictwa Armii Krajowej – potraktowano je jako dezercję. Zarówno przeciw ppor. Józefowi Czuchrze, jak i kpt. Drelichowskiemu skierowano wnioski u ukaranie przez Wojskowy Sąd Specjalny. Nic nie wiadomo natomiast o ewentualnych wyrokach zasądzonych przez WSS.

## Rozwiązanie oddziału
Po opuszczeniu zgrupowania OP-23, „Orski” poprowadził oddział w okolicy Bóbrki. Żołnierzy rozlokowano na kwaterach, aby mogli odpocząć po kilkudniowym przemarszu. Przez okolicę w tym czasie przetaczały się fale niemieckiego wojska cofające się pod naporem sowietów. Z racji zbliżającego się frontu podjęto decyzję o, złożeniu broni ciężkiej oraz długiej do depozytu, których zlokalizowany był obok domu Stanisława Czekaja „Zwierza”. Po nadejściu sowietów (11 września 1944 – zdobycie Krosna) – oddział został rozwiązany. Przy „Orskim” pozostała pewna ilość żołnierzy pochodzących z obszaru w dalszym ciągu kontrolowanego przez Niemców – jednak był to faktyczny koniec bojowego szlaku OP-11.

## Straty

### W trakcie działań wojennych
- kapral Jan Koperstyński ps. „Jarząbek”, zginął końcem zimy 1944 roku w Haczowie. Po akcji pozyskania butów w krośnieńskich magazynach Wehrmachtu, uczestniczył w ich transporcie do Jaćmierza wraz z Janem Barniakiem „Wrzosem” oraz Marią Grotowską „Amazonką”. Następnie udał się w drogę powrotną wychodząc z domu Barniaków we Wzdowie w stronę Haczowa, gdzie natknął się na niemiecką nocną straż. W trakcie ucieczki został postrzelony przez żandarma Richarda Jocka. Udało mu się zbiec, jednak zmarł w ciągu kilku godzin w wyniku utraty krwi[76].
- starszy strzelec podchorąży Jan Barniak ps. „Wrzos”, zginął 6 maja 1944 w Kopytowej[40]. Po akcji wymierzonej w bandę rabunkową złożoną z sowietów – uciekinierów z obozu w Szebniach, wraz z „Ziukiem” powracali do oddziału. W Kopytowej natknęli się na obławę niemiecką wymierzoną w oddział Batalionów Chłopskich (pod dowództwem Józefa Cieśli „Topora”), który dzień wcześniej (bez informowania Podkarpackiego Obwodu AK) wykonał akcję na Urząd Gminy w Chorkówce[137]. Wywiązała się zacięta walka, podczas której partyzanci zdążyli jeszcze uratować dziecko, które weszło w rejon walki. W jej wyniku „Ziuk” otrzymał śmiertelny postrzał, a „Wrzos”, który został zamknięty w okrążeniu przez drugi oddział wroga, wybrał śmierć samobójczą. Spoczął w grobie rodzinnym w Jasionowie[138][139][140].
- starszy strzelec Kazimierz Czuchra ps. „Ziuk” – zginął wraz z „Wrzosem”, pochowany został na cmentarzu komunalnym w Krośnie[40].

### Po wkroczeniu sowietów
- podporucznik Józef Czuchra ps. „Orski”, dowódca OP-11. Zginął 24 marca 1945 w siedzibie UB w Rzeszowie. Końcem 1944 roku „Orski” opuścił na polecenie przełożonych teren Podkarpacia i przebywał w Krakowie. Wrócił jednak w niedługim czasie do dawnego rejonu działania (również z rozkazu NOW). Dnia 24 marca 1945, w trakcie powrotu do Krakowa, znalazł się na dworcu w Rzeszowie, gdzie został aresztowany, wraz przypadkowo spotkanym znajomym z konspiracji – Janem Radożyckim „Owczarkiem”. W trakcie wstępnego przesłuchania „Orski” zdołał wyrwać broń oficerowi śledczemu i zastrzelić go. W trakcie ucieczki postrzelił dwóch kolejnych ubeków. Zatrzymały go jednak zamknięte drzwi wejściowe budynku. W trakcie próby ich sforsowania został zastrzelony. Zwłok nie wydano rodzinie, miejsce pochówku pozostaje nieznane[141][142].
- Kajetan Samborski ps. „Grzebyk”, wykonano na nim karę śmierci 15 lipca 1949 w Krakowie. Po zakończeniu działań wojennych przystąpił do drugiej konspiracji. Działał na terenie Wielkopolski i Podhala. Wraz z bratem Stanisławem należał do oddziału „Wiarusy”. Został zatrzymany przez służby czechosłowackie w trakcie ucieczki na zachód następnie przekazany stronie polskiej. Za działalność przeciw ZSRR został skazany przez Wojskowy Sąd Rejonowy w Krakowie na karę śmierci. Wyrok wykonano[143].
- Mieczysław Bielec ps. „Błysk”, stracony w 1950 roku. Po przejściu frontu organizował samoobronę w Gminie Dydnia, był żołnierzem zgrupowania „Warta”. Więziony przez kilka miesięcy przez UB w Rzeszowie. W latach 1946–1947 dowodził grupą konspiracyjną podległą WiN, następnie nielegalną grupą zbrojną (po rozwiązaniu WiN). Próbował zbiec za granicę. Aresztowany, w 1948 został skazany na śmierć. Wyrok wykonano[144].
- Kazimierz Człowiekowski ps. „Niemsta”. Zginął 19 kwietnia 1954 w siedzibie UB w Rzeszowie. Po powrocie z zesłania na wschodzie ZSRR włączył się w działalność niepodległościową, działał w grupie Józefa Cieśli „Topora”. Jego śmierć była wynikiem zdrady, został wydany UB przez A. Pelczarskiego z Korczyny, u którego kwaterował. W trakcie aresztowania, dnia 18 kwietnia 1945 roku stawiał opór w wyniku czego został ciężko ranny. Zmarł dzień później. Zwłok nie wydano rodzinie, miejsce pochówku pozostaje nieznane[145][146].

## Dalsze losy żołnierzy z OP-11
Po wkroczeniu wojsk sowieckich rozpoczęło się polowanie na członków Armii Krajowej. Skierowane było ono zwłaszcza w członków KEDYW oraz organizacji narodowych – Narodowej Organizacji Wojskowej, Narodowych Sił Zbrojnych. Wielu spośród żołnierzy OP-11 znalazło się na celowniku NKWD/Urzędu Bezpieczeństwa – w tym sam dowódca – „Orski”, który zginął w trakcie ucieczki w Wojewódzkim Urzędzie Bezpieczeństwa w Rzeszowie (z pierwszej zasadzki – w jego domu – udało mu się wyzwolić). Niektórych złapano i wywieziono na wschód ZSRR (Kazimierz Człowiekowski „Niemsta”, Józef Jastrzębski „Stary”), innych sądzono w Polsce. Część spośród żołnierzy podjęło jednak dalszą walkę, z bronią w ręku, z nowym okupantem i jego polskimi pomocnikami (np. w ramach oddziału „Zuch” Antoniego Żubryda – Józef Jastrzębski „Stary”, Albin Zygar „Dąb”; w grupie Józefa Cieśli „Topora” – Kazimierz Człowiekowski „Niemsta”). Wielu partyzantów długo ukrywało się (np. Stanisław Nitka), części udało się przedostać za granicę (np. Stanisław Czekaj „Zwierz”). Część z nich nie uniknęło aresztowań czy wyroków więzienia (Roman Myśliwiec „Roman”, Albin Zygar „Dąb”, Jan Tkaczyk). Kilku byłych żołnierzy OP-11 wstąpiło do Ludowego Wojska Polskiego np. „Kar”.
Przez cały okres PRL-u przynależność do oddziału partyzanckiego OP-11 (ogólnie do organizacji podziemnych zwłaszcza o charakterze narodowym) była owiana tajemnicą. Na dowód tego można przytoczyć fakt, iż zachowała się tylko jedna odznaka przynależności do OP-11. Nawet po 1989 roku część osób przyznawała się jedynie do bycia żołnierzami Armii Krajowej pomijając fakt przynależności do NOW.

## Podsumowanie

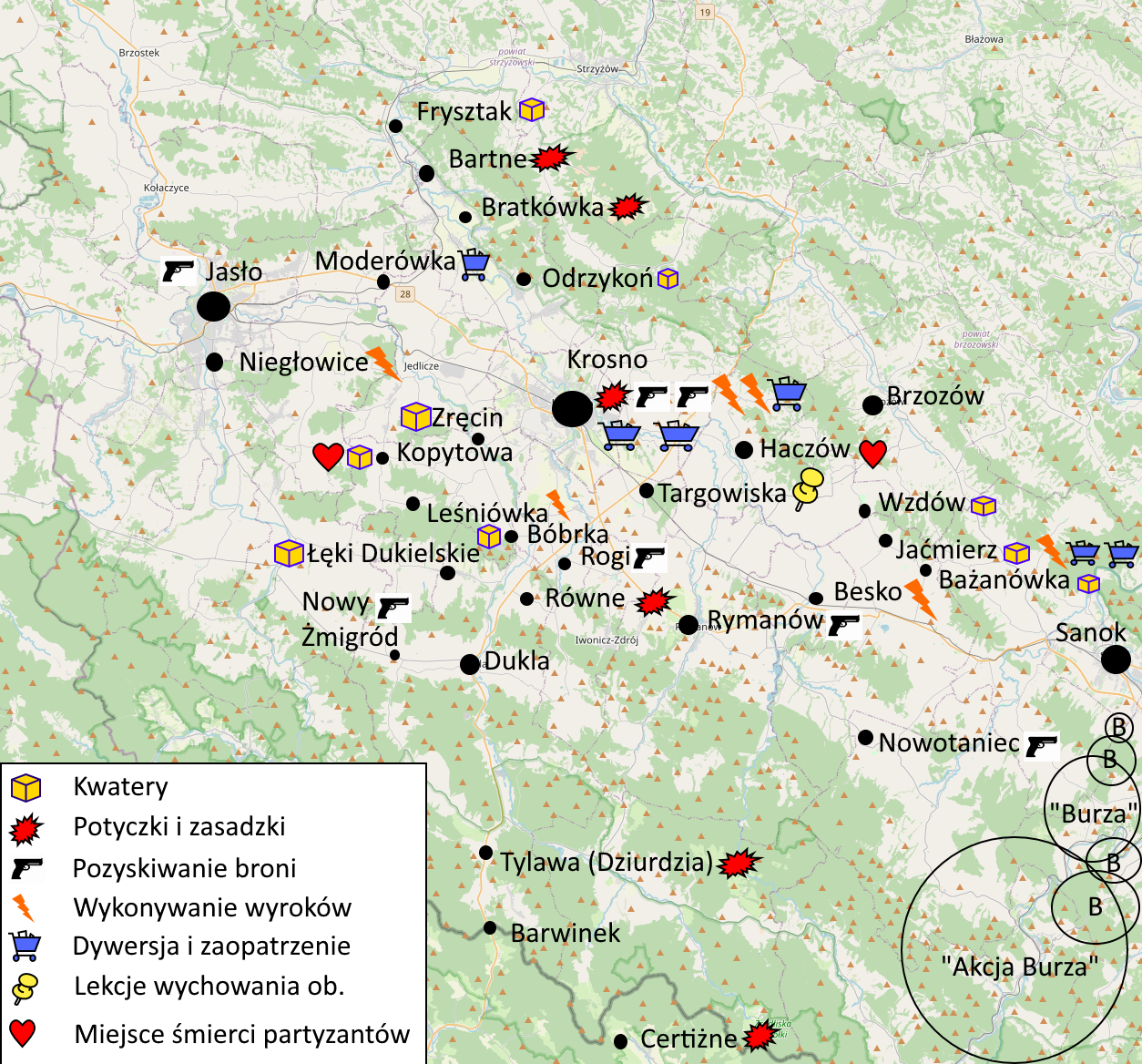
Akcje OP-11 na mapie obszaru działania

Uwarunkowania, w których dział OP-11, przy jednocześnie stałym, zwykłym zagrożeniu okupacyjnym (donosy, wpadki i dekonspiracja, obławy) obrazują (przynajmniej w pewnym stopniu) trudne położenie oddziału przez cały okres walki z wrogiem. Podkreślić należy, że OP-11 nie doznał w czasie swojego istnienia poważnego uszczerbku. Biorąc pod uwagę liczbę przeprowadzonych akcji oraz ich charakter należy stwierdzić, iż posiadał bardzo dużą wartość bojową. Swoje przydatności dowiódł także podczas Akcji „Burza”, gdzie walki miały charakter bardziej otwarty niż podczas akcji dywersyjnych, partyzanckich. Jan Radożycki „Owczarek” – w swojej książce Aby o nich nie zapomniano podkreśla zalety oddziału OP-11 a oraz jego dowódcy Józefa Czuchy, a także sławę, którą partyzanci cieszyli się na Podkarpaciu już w trakcie wojny.
Należy również wskazać zasługi i siłę tego, tego, bez czego walka partyzancka nie byłaby możliwa – wsparcia ludności jakie oddział otrzymywała w miejscach swojego zakwaterowania oraz zaangażowania osób nie będących bezpośrednio w oddziale (np. dostarczających danych wywiadowczych, ostrzegających przed niespodziewanymi zajściami). Na uwagę zasługuje także pomoc materiałowa i techniczna jak produkcja magazynków do pistoletów czy tłumików do karabinów maszynowych jaka realizowana była w Niegłowicach (obecnie część Jasła), których odbiorcą był OP-11.
Nie należy zapomnieć również o roli kobiet działających w charakterze łączniczek, czy opiekujących się miejscami bezpiecznymi. Przykładem może być tutaj Amazonka – Grotowska z Jaćmierza, która ściśle współpracowała z oddziałem – podejmowała się ochotniczo niebezpiecznych zadań. Krystyna Samoborska swoje zaangażowanie w pozyskiwanie broni dla oddziału przypłaciła życiem, kiedy Niemcy odnaleźli u niej w domu karabin, który wyniosła z krośnieńskiego lotniska, gdzie pracowała. Inne kobiety, które wybitnie zasłużyły się w walce z okupantem, przyczyniając się tym samym do funkcjonowania ruchu oporu na Podkarpaciu: Alina Wojtowiczówna „Francesko”, Krystyna Zajdel, Maria Gawrecka „Grażyna”, Maria Markiewiczówna „Grażyna”.
Zawiłe konspiracyjne ścieżki, które prowadziły dowódcę oddziału ppor. Czuchrę począwszy od 1941 roku, aż do bohaterskiej śmierci w budynku rzeszowskiego UB stawiały niekiedy OP-11 w złym świetle pomówień mających podłoże w różnicach ideologicznych czy po prostu w osobistej zawiści niektórych jego przełożonych. Nigdy nie znalazły one jednak potwierdzenia w rzeczywistości i nie mogą rzutować na wybitnych dokonaniach oddziału. Znamienne jest natomiast to, że część antagonistów Józefa Czuchry dość miękko wylądowała w nowych realiach politycznych robiąc kariery w wojsku bądź administracji natomiast on sam oraz część jego żołnierzy przypłacili wierność Polsce oraz swym ideałom życiem, więzieniem lub wieloletnimi represjami.

## Upamiętnienie

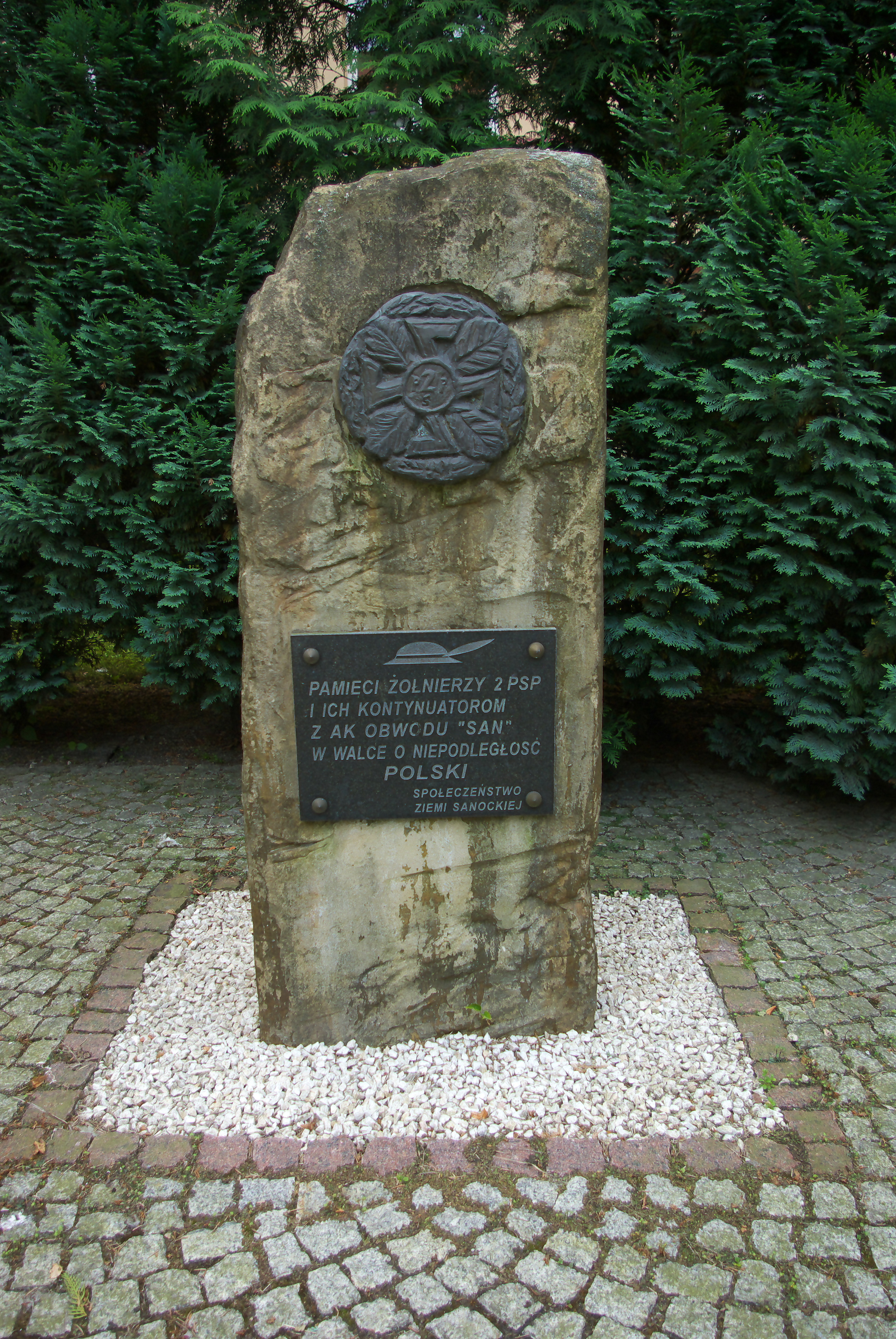
Pomnik upamiętniający 2 Pułk Strzelców Podhalańskich oraz żołnierzy AK – kontynuujących jego tradycję

Szacunek jakim darzyli żołnierzy AK/NOW mieszkańcy tego rejonu Podkarpacia widoczny jest do dziś w postaci szeregu pomników, miejsc pamięci i inicjatyw poświęconych oddziałom AK walczącym na terenie Inspektoratu Podkarpackiego. Wybrane miejsca i formy upamiętnienia:
- Łęki Dukielskie – pomnik poświęcony oddziałom OP-11 i OP-15
- Zręcin – Krzyż Partyzancki
- Grupa Rekonstrukcyjna OP-11 ze Zręcina
- Cykliczny rajd szlakiem oddziału OP-11 organizowany w 2 maja w Dzień Flagi startujący z miejscowości Zręcin.
- Sanok – pomnik 2 PSP oraz kontynuującego jego tradycje 2 PSP AK